# 上海地铁
上海地铁，亦称上海轨道交通，是服务于上海市和江苏省苏州市的城市轨道交通系统。截至2024年11月30日，上海地铁已开通运营20条线路、510座车站，运营里程837公里，2019冠状病毒病疫情爆发前，上海地铁每日客流平均在一千万人次以上，2019年全路网客运量38.8亿人次；历史最高单日客流1339.7万人次。 上海地铁是上海市民市内交通的主要出行方式。
轨道交通1号线于1993年5月28日正式运营，成为中国大陆第三个开通的城市轨交系统（晚于北京和天津）。至2018年，上海地铁的轨道交通系统在上海市16个行政区中的14个提供运营服务（除金山区和崇明區），其中轨道交通11号线延伸到江苏省苏州市昆山市，使得上海地铁成为中国首个跨省级行政区运营的城市轨道交通系统。

## 历史

上海地鐵變遷圖

### 背景
1950年上海大轰炸期間，有蘇聯專家正在上海訪問，他們向上海市城市规划研究委员会建议上海应该修建地下铁道，平时作為交通基礎設施，战时作為防空洞。1953年，苏联城市规划专家与上海市人民政府幹部李干成秘密讨论地下铁道规划，用铅笔画出东西和南北的两条地铁线，它們分別是上海地鐵一号线、上海地鐵二号线的雛形。
1960年，上海成立隧道工程局，為了嘗試如何建造地鐵，有關部門在浦东塘桥做了直径4.2米的盾构，而且推了100多米的隧道。當局又決定在衡山公园進行地铁隧道和地铁站试验，這一實驗被命名为60工程，而且完全保密。不過上海首條地鐵上海地铁1号线直到1990年才全面开工。

### 1993年－2001年
- 1993年5月28日，1号线锦江乐园站－徐家汇站段建成通车[13]。
- 1995年4月10日，1号线锦江乐园站－上海火车站站段建成通车[13]，长16.1[13]公里。
- 1996年12月28日，1号线莘庄站－锦江乐园站延伸段（又称南延伸段）通车运营[14][15]，长5.25公里[15]。
- 1999年9月20日，2号线中山公园站－龙阳路站段通车[16][17]，长16.3公里[16]。
- 2000年12月26日，2号线张江高科站（东延伸段）通车[18]，长2.8公里。于同一天3号线上海南站站－江湾镇站段通车[18]，长24.975公里[18]。

### 2002年－2009年
- 2002年12月31日，磁浮线龙阳路站－浦东国际机场站建成通车。
- 2003年11月25日，5号线莘庄站－闵行开发区站段建成通车[19]，长17.04公里[19]。
- 2004年12月28日，1号线上海火车站站－共富新村站延伸段（又称北延伸段）通车[20]，长12.4公里。
- 2005年12月31日，4号线蓝村路站－宝山路站－虹桥路站－大木桥路站段先行通车[21]。
- 2006年12月18日，3号线江湾镇站－江杨北路站延伸段（又称北延伸段）通车[22]，长15.4公里[22]。同年12月30日，2号线淞虹路站－中山公园站延伸段（又称西延伸段）通车[22]，长6.155公里。
- 2007年12月29日，共有5条地铁线路分段宣告通车。其中，1号线共富新村站－富锦路站延伸段（又称北北延伸段）通车[23]，长3.39公里。4号线蓝村路站－大木桥路站段通车，成为上海市第一条也是迄今为止唯一一条环线线路[23]。6号线港城路站－灵岩南路站段通车[23]，长31.118公里。8号线市光路站－耀华路站段通车[23]（其中周家渡站暂不开通）。9号线松江新城站－桂林路站段通车[23]。
- 2008年12月28日，9号线宜山路站开通，同时运行1年的桂林路站与轨道交通三、四号线宜山路站之间的换乘短驳公交取消[24]。
- 2009年7月5日，8号线耀华路站－航天博物馆站延伸段通车[25]（其中济阳路站暂不开通），长14.2公里[25]。12月5日，7号线上海大学站－花木路站段通车[25]（其中后滩站暂不开通），长34.38公里[25]。12月31日，9号线宜山路站－世纪大道站延伸段通车[25]；于同一日11号线江苏路站－嘉定北站段通车（其中陈翔公路站暂不开通）[25]，长33.2公里。

### 2010年－2014年
2010年2月24日，2号线龙阳路站－广兰路站延伸段（東延伸段）通车，其中张江高科站启用新建的地下车站，原张江高科站停用，改作培訓基地。3月16日，2号线徐泾东站－淞虹路站延伸段（西西延伸段）通车（其中虹桥火车站站暂不开通）。3月29日，11号线嘉定新城站－安亭站开通（其中昌吉东路站暂不开通）。4月7日，9号线杨高中路站开通，徐家汇站站内换乘通道开通。4月8日，2号线广兰路站－浦东国际机场站延伸段（东延伸段）通车。4月10日，10号线新江湾城站－航中路站段通车（其中龙溪路站—航中路站为支线段），其主线龙溪路站至虹桥火车站站暂不开通。上海地铁总里程达到当时的世界第一。
2010年4月20日，7号线后滩站开通。当日13号线作为世博园区配套，随预展启动，世博段（马当路站—世博大道站）于同日投入试运营（世博会期间此段线路不纳入轨道交通运营网络，2010年11月1日末班车后运营暂停）。7月1日，随着虹桥火车站的启用和沪宁高铁的开通，2号线虹桥火车站站开通运营。11月30日，10号线主线龙溪路站至虹桥火车站站开通试运营，采用“Y”型交路的特殊运行方式。龙溪路为“Y”型交叉点，同时运营结束时间由19:30延长至22:00。12月28日，7号线上海大学站－美兰湖站延伸段（北延伸段）开通试运营（其中祁华路站、刘行站、潘广路站暂不开通）。宜山路站3号线至4号线的站内换乘通道开通。
2011年4月12日，6号线、8号线济阳路站开通。4月26日，11号线昌吉东路站开通。5月7日，6号线、8号线济阳路站正式更名为东方体育中心站。6月30日，7号线潘广路站、刘行站开通。
2012年9月28日，8号线中华艺术宫站（原名周家渡站）通车。10月21日，3号线、8号线虹口足球场站换乘通道建成开通。12月24日，7号线船厂路站更名为龙华中路站。12月30日，9号线三期南段松江新城站－松江南站站与13号线一期西段金运路站－金沙江路站建成通车（其中13号线的祁连山南路站和大渡河路站暂不开通）。
2013年6月15日，13号线祁连山南路站开通。8月31日，11号线二期江苏路站－罗山路站开通（其中康恒路站暂不开通）；8号线航天博物馆站更名为沈杜公路站。10月16日，11号线花桥段（安亭站－花桥站）开通，在昆山市境内开放兆丰路站、光明路站和花桥站，成为全国首个跨省市地铁。12月29日12号线天潼路站－金海路站与16号线罗山路站－滴水湖站段开通试运营。
2014年5月10日，12号线天潼路站－曲阜路站开通。7月22日，7号线祁华路站开通。11月1日，13号线大渡河路站开通。12月28日，13号线金沙江路站－长寿路站与16号线罗山路站－龙阳路站开通试运营。

### 2015年－2021年
2015年12月19日，共有3条地铁线路分段宣告通车。11号线罗山路站－康新公路站开通。12号线曲阜路站－七莘路站开通。13号线长寿路站－世博大道站开通，其中既有的世博段（马当路站－世博大道站）运营恢复。
2016年1月1日，昆山市轨道交通投资发展有限公司正式接管11号线花桥段运营工作。4月26日，11号线康新公路站－迪士尼站开通。
2017年12月30日，9号线杨高中路站－曹路站与17号线虹桥火车站站－东方绿舟站开通试运营。
2018年3月31日，浦江线沈杜公路站－汇臻路站开通。12月30日，5号线东川路站－奉贤新城站与13号线世博大道站－张江路站开通试运营。
2020年8月25日，11号线陈翔公路站开通。12月26日，10号线二期新江湾城站－基隆路站开通。于同一日18号线一期南段航头站－御桥站开通初期运营。
2021年1月23日，15号线顾村公园站－紫竹高新区站开通初期运营（其中桂林路站因施工进度缓慢影响而暂缓开通）。6月27日，未能随15号线其余车站一同开通的桂林路站正式启用运营。12月30日，14号线封浜站－桂桥路站开通初期运营（其中龙居路站因出入口拆迁难题影响而暂缓开通）。于同一日18号线一期北段御桥站－长江南路站开通初期运营。

### 2022年
2022年3月，为配合疫情防控工作需要，地铁方面開始实施封站停运措施。2月14日中午12时起至7月3日，由于苏州市发生本土疫情，上海地铁暂停11号线昆山段（花桥站、光明路站、兆丰路站）的跨省运营。3月23日至5月31日，对于疫情较为严重的嘉定江桥地区，暂停13号线金运路站、金沙江西路站和14号线封浜站、乐秀路站、临洮路站、嘉怡路站运营服务。由于上海整体疫情的进一步加重，为配合上海市疫情防控“鸳鸯封城”措施，上海地铁亦采取“鸳鸯”运营模式，3月28日至31日，暂停上海黄浦江以东、以南范围以内所有轨道交通车站运营。4月1日，短暂恢复浦东部分线路运营。4月2日至5月10日13时，恢复6和16号线运营，暂停所有浦西地区以及浦东、浦南地区部分轨道交通车站运营。由于浦东新区疫情进一步恶化，上海地铁对6号线五莲路站、德平路站、北洋泾路站和16号线惠南站、惠南东站再一次实施封站停运措施。5月10日13时至21日，6号线和16号线全线实施封站停运，标志着上海地铁全网暂停运营。
2022年5月22日，3号线、6号线、10号线和16号线恢复运营。
2022年6月1日，上海轨道交通全网络20条线均恢复基本运行，2号线（西西延伸段）徐泾东站、虹桥火车站站、虹桥2号航站楼站和11号线上海赛车场站暂停运营。
2022年7月4日，2号线（西西延伸段）徐泾东站、虹桥火车站站、虹桥2号航站楼站和11号线昆山段花桥站、光明路站、兆丰路站恢复运营，上海地铁全网其他所有车站均提供正常运营服务。
2022年10月起，上海地鐵开始对旧车站加装自动扶梯，并对闸机和站外无障碍坡道進行改造。
2022年12月12日，11号线上海赛车场站恢复运营。

### 2023年至今
2023年6月24日，上海地铁随苏州地铁11号线开通初期运营而实现和苏州地铁通过苏e行或Metro大都会进行无感换乘。
2024年9月28日，11号线康恒路站开通。11月30日，17号线东方绿舟站-西岑站延伸段开通。

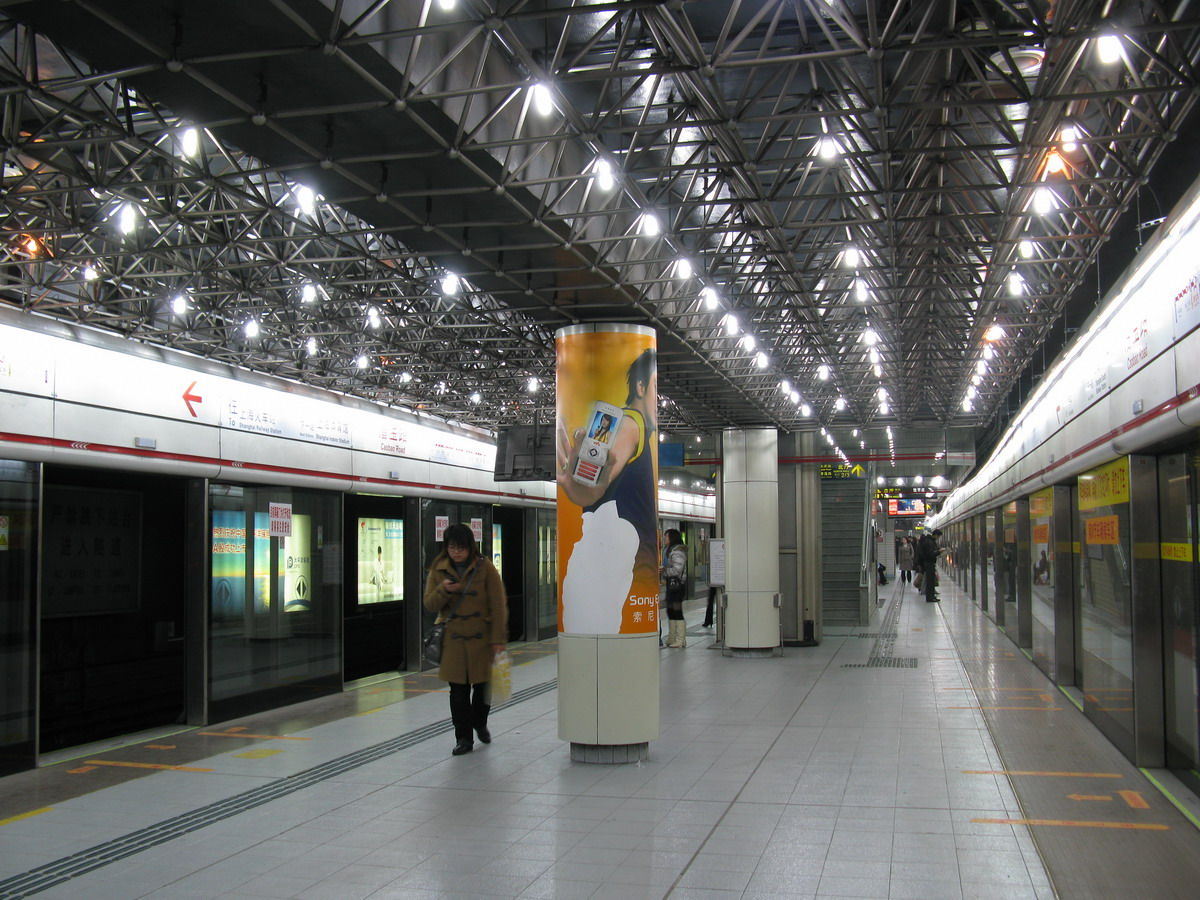
上海地鐵最初啟用時僅開通5個車站，圖為1993年5月28日啟用的漕寶路站1号线車站
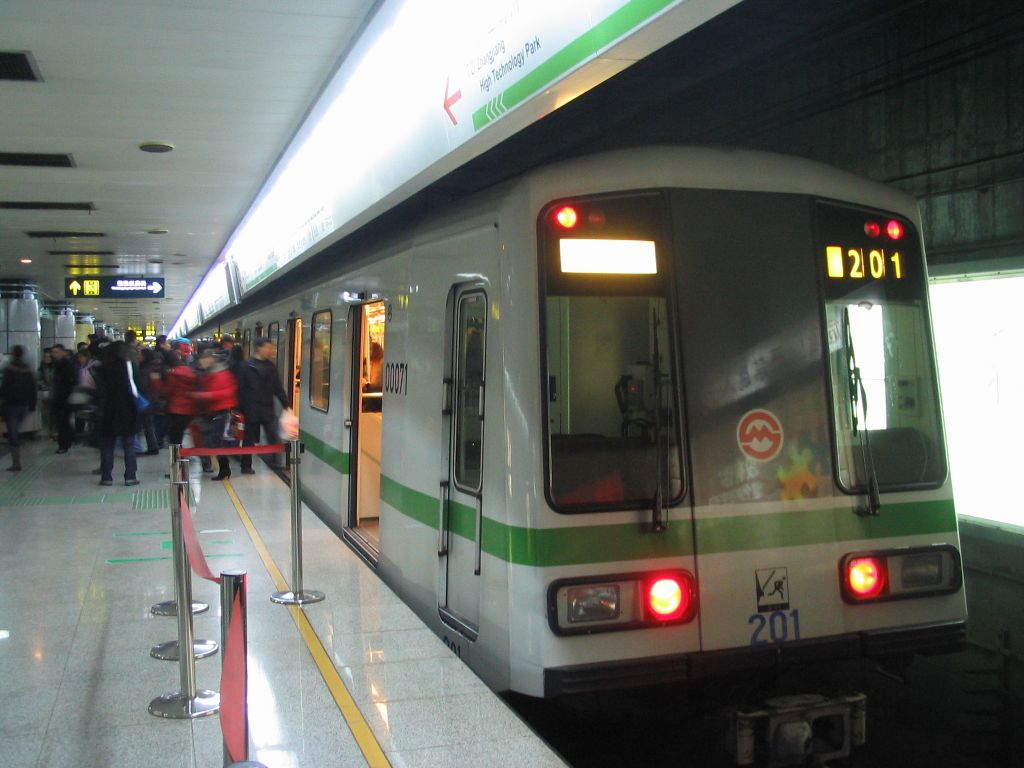
2号线於1999年9月20日啟用，圖為人民广场站2号线列車
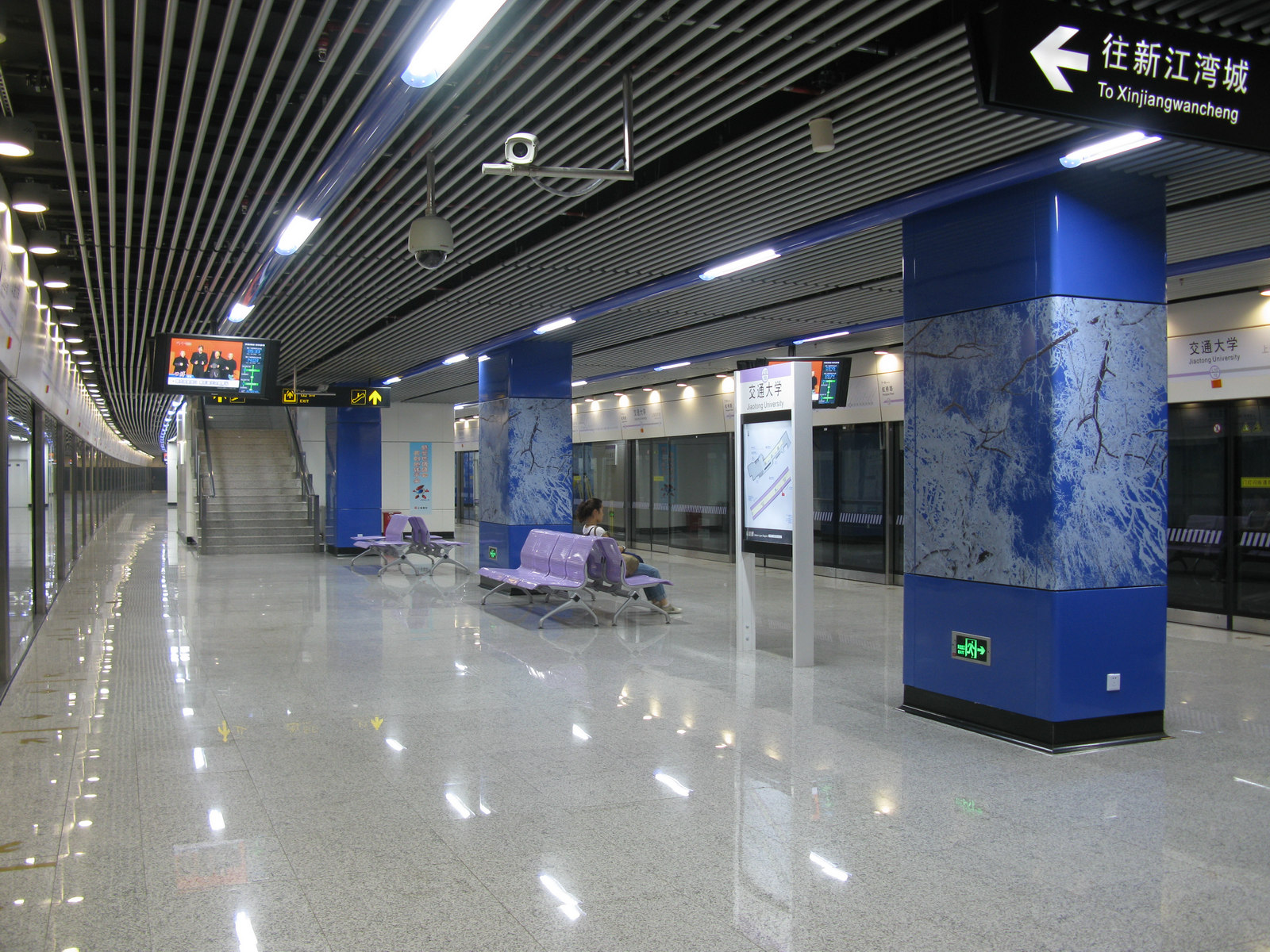
10号线於2010年4月10日啟用，圖為交通大学站10号线車站
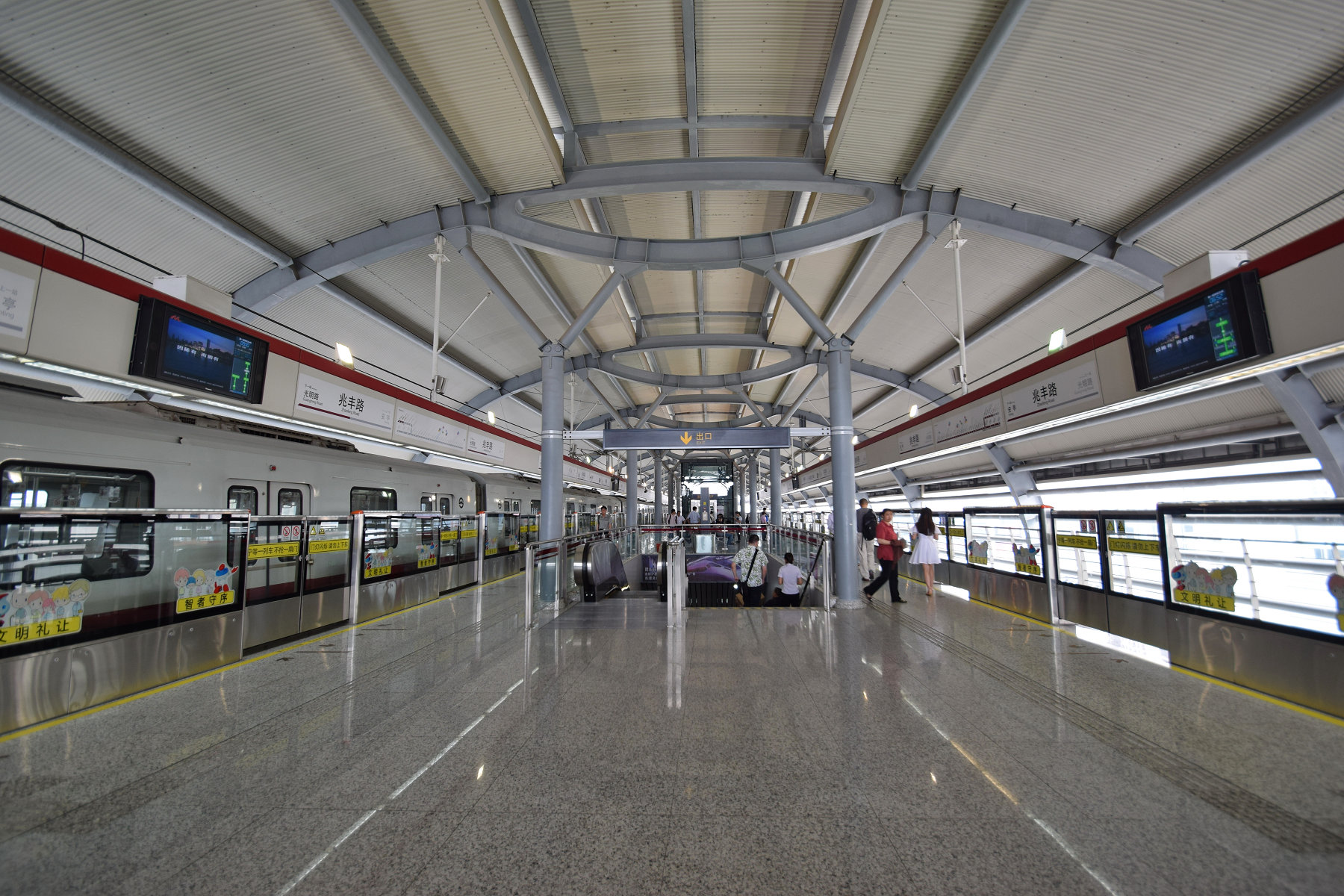
全国首个跨省市地铁11号线花桥段於2013年10月16日开通运营，圖為位於江蘇省昆山市的兆豐路站
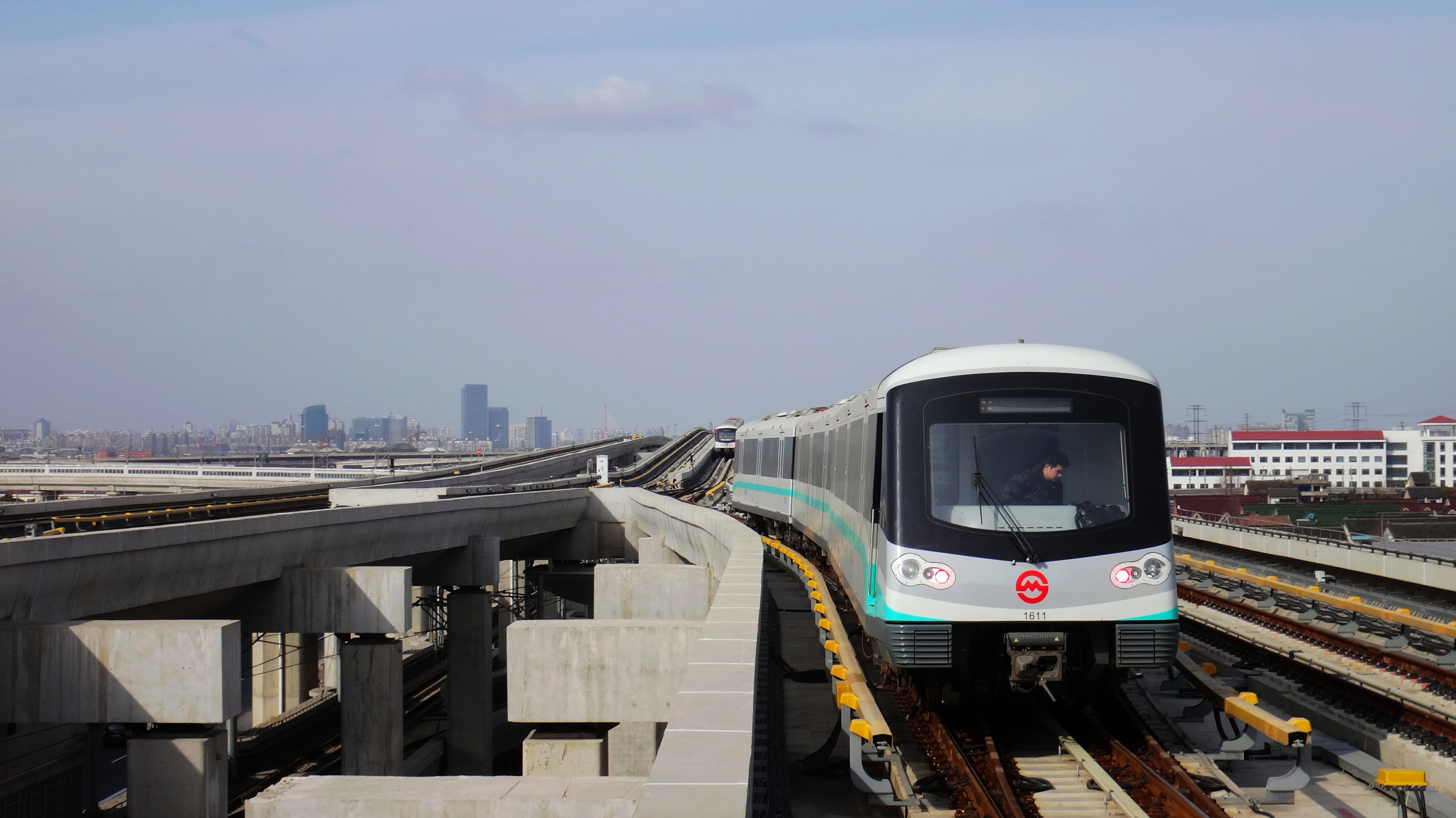
16号线於2013年12月29日啟用，圖為16号线列車
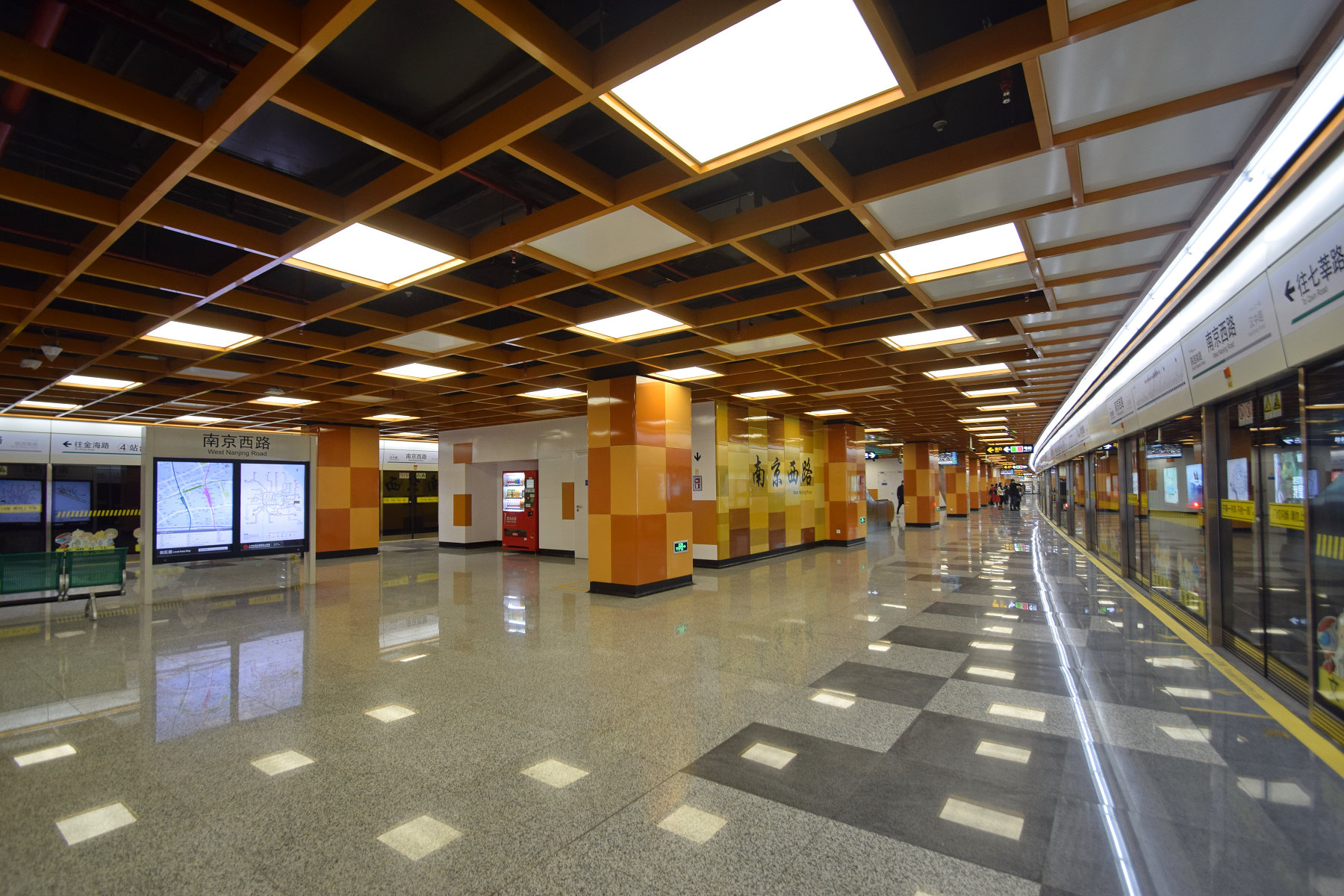
12号线二期及13号线二期於2015年12月19日啟用，圖為南京西路站12号线車站
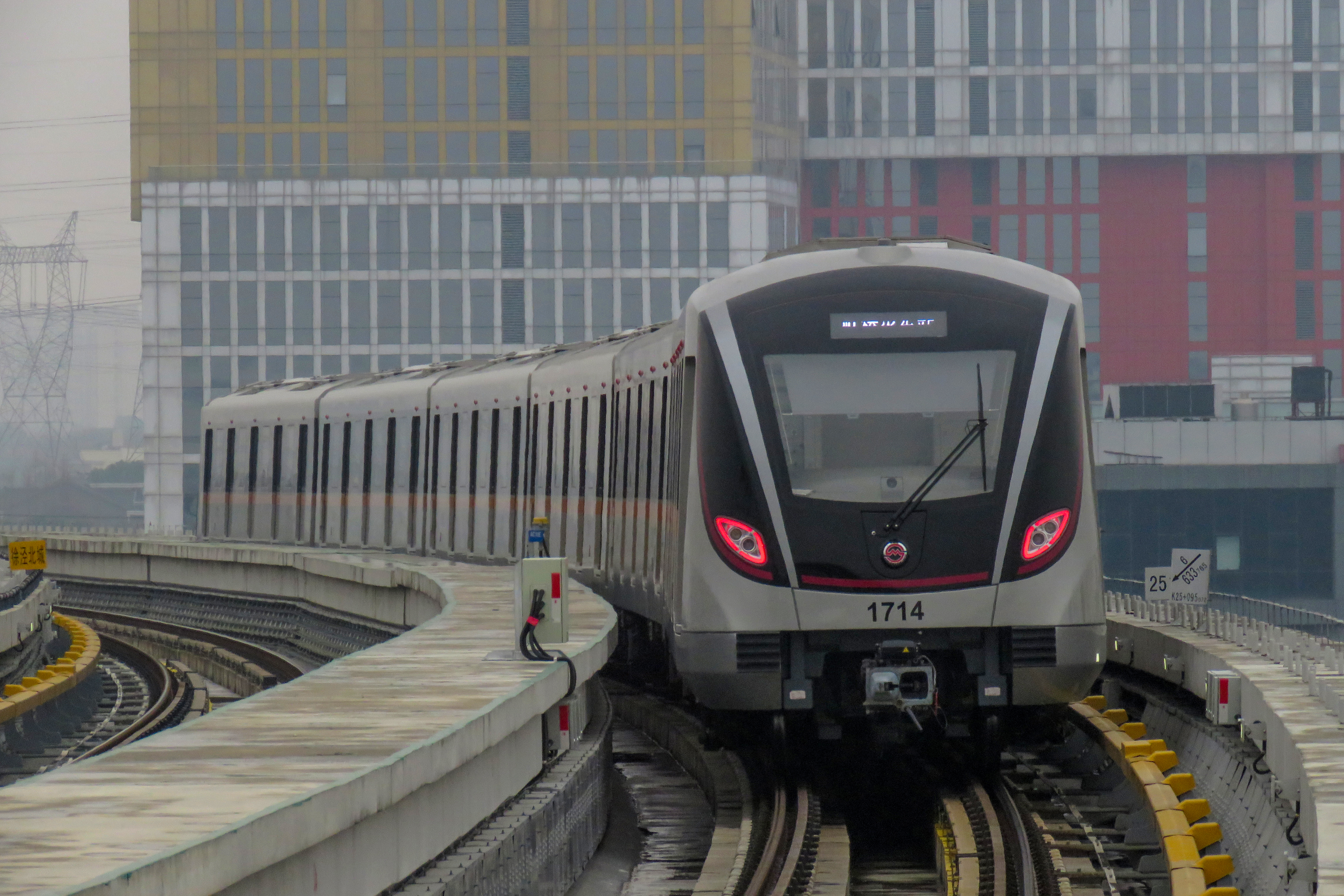
17号线于2017年12月30日启用，图为17号线列车驶离嘉松中路站
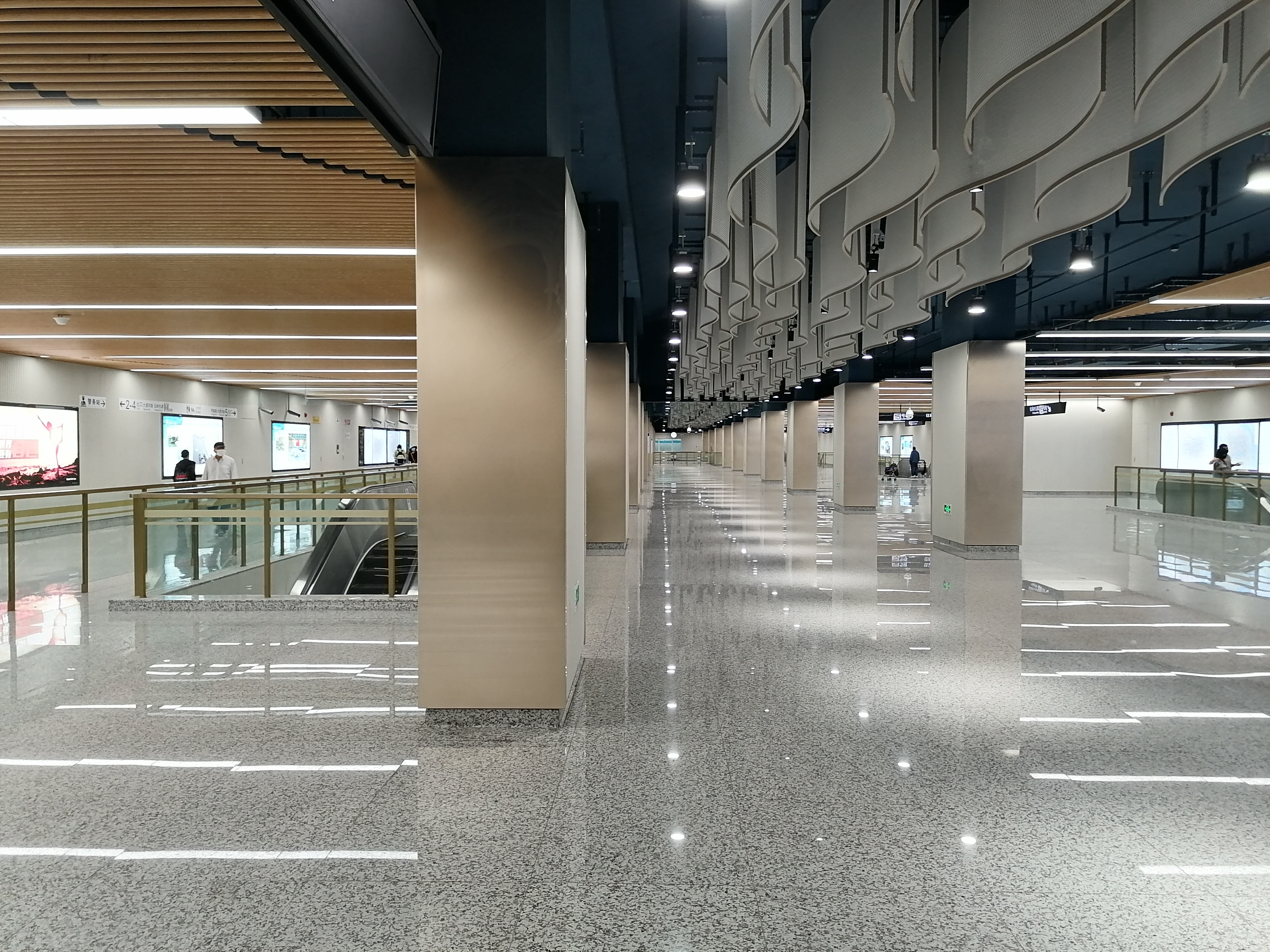
15号线於2021年1月23日开通运营，圖為长风公园站
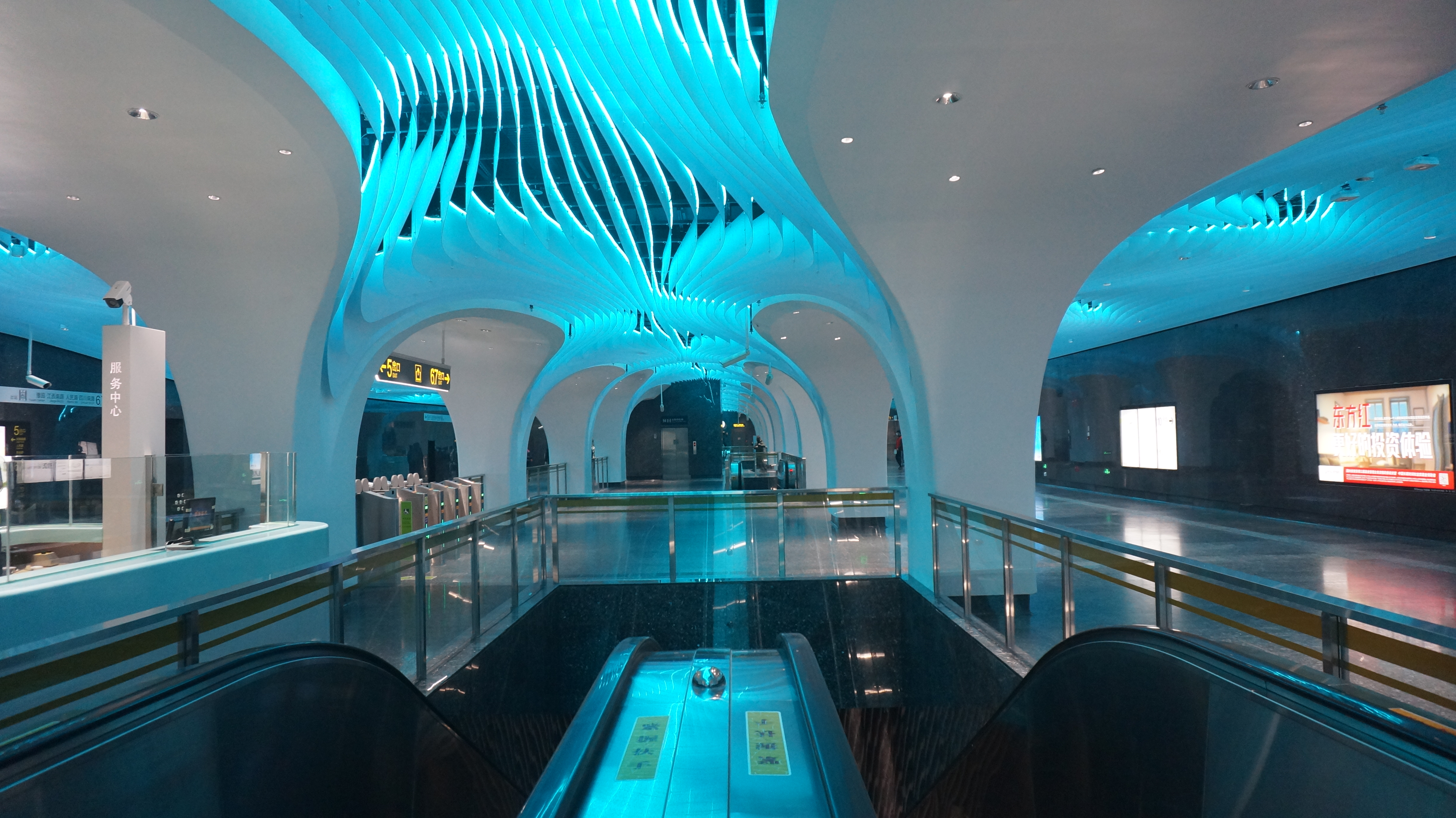
14号线与18号线北段于2021年12月30日开通运营，图为豫园站14号线站厅

## 路線

### 运营线路图

运营线路图

上海地铁現時有20條路線，运营總長约837公里，有510座車站。
大部分地铁路線服務時間由早上5:00到晚上23:00左右（在世博會期間，世博专线运营时间与世博园区同步，为9点至24点）。當到一些大型節日，如，在上海火車站、人民廣場站等大型車站都會派出更多員工去疏導乘客及協助乘客之乘車問題，或者在铁路枢纽站点增投夜班或者备用列车。但是，如遇客流超过车站自身的接待能力或遇重大节日时，就会采取一些限流措施，诸如只出站不进站或者列车过站、跳站等等（例如国庆节期间南京东路站实行下午起封站至运营结束）。自2017年起，部分线路、区间在周五、周六和节假日延长运营时间至次日00:00前后。
| 線路名稱   | 線路名稱 | 首段开通日期                             | 最近延伸日期   | 起點站／終點站 | 起點站／終點站   | 車站數目 | 运营長度 （公里） | 车型编组             | 车辆段/停车场                          | 运营单位                        |
| ---------- | -------- | ---------------------------------------- | -------------- | -------------- | ---------------- | -------- | ----------------- | -------------------- | -------------------------------------- | ------------------------------- |
|            | 1号线    | 1993年5月28日                            | 2007年12月29日 | 莘庄           | 富锦路           | 28       | 38.18             | 8A                   | 梅陇车辆段 富锦路停车场                | 第一运营公司                    |
|            | 2号线    | 1999年9月20日                            | 2010年4月8日   | 国家会展中心   | 浦东1号2号航站楼 | 30       | 60.56             | 8A                   | 龙阳路车辆段 北翟路车辆段 川沙停车场   | 第二运营公司                    |
|            | 3号线    | 2000年12月26日                           | 2006年12月18日 | 上海南站       | 江杨北路         | 29       | 40.34             | 6A                   | 江杨北路车辆段 石龙路停车场            | 第三运营公司                    |
|            | 4号线    | 2005年12月31日                           | 2007年12月29日 | 环线           | 环线             | 17       | 22.03             | 6A                   | 蒲汇塘停车场                           | 第三运营公司                    |
|            | 5号线    | 2003年11月25日                           | 2018年12月30日 | 莘庄           | 奉贤新城         | 19       | 37.38             | 6小                  | 剑川路车辆段 莘庄停车场 平庄公路车辆段 | 第一运营公司                    |
| 閔行開發區 | 5号线    | 2003年11月25日                           | 2018年12月30日 | 莘庄           | 4小              | 19       | 37.38             |                      | 剑川路车辆段 莘庄停车场 平庄公路车辆段 | 第一运营公司                    |
|            | 6号线    | 2007年12月29日                           | 2011年4月12日  | 港城路         | 东方体育中心     | 28       | 33.09             | 4小                  | 港城路车辆段 三林停车场                | 第四运营公司                    |
|            | 7号线    | 2009年12月5日                            | 2010年12月28日 | 美兰湖         | 花木路           | 33       | 44.37             | 6A                   | 龙阳路车辆段 陈太路停车场              | 第三运营公司                    |
|            | 8号线    | 2007年12月29日                           | 2009年7月5日   | 市光路         | 沈杜公路         | 30       | 37.5              | 6/7小                | 殷行车辆段 浦江镇停车场                | 第四运营公司                    |
|            | 9号线    | 2007年12月29日                           | 2017年12月30日 | 上海松江站     | 曹路             | 35       | 64.4              | 6A                   | 九亭车辆段 金桥停车场                  | 第一运营公司                    |
|            | 10号线   | 2010年4月10日                            | 2020年12月26日 | 虹桥火车站     | 基隆路           | 37       | 46.02             | 6A                   | 港城路车辆段 吴中路停车场              | 第一运营公司                    |
| 航中路     | 10号线   | 2010年4月10日                            | 2020年12月26日 |                | 基隆路           | 37       | 46.02             | 6A                   | 港城路车辆段 吴中路停车场              | 第一运营公司                    |
|            | 11号线   | 2009年12月31日                           | 2016年4月26日  | 嘉定北         | 迪士尼           | 40       | 82.39             | 6A                   | 赛车场车辆段 嘉定停车场 川杨河停车场   | 第二运营公司 昆山轨交运营分公司 |
| 花桥       | 11号线   | 2009年12月31日                           | 2016年4月26日  |                | 迪士尼           | 40       | 82.39             | 6A                   | 赛车场车辆段 嘉定停车场 川杨河停车场   | 第二运营公司 昆山轨交运营分公司 |
|            | 12号线   | 2013年12月29日                           | 2015年12月19日 | 七莘路         | 金海路           | 32       | 40.42             | 6A                   | 金桥停车场 中春路停车场                | 第四运营公司                    |
|            | 13号线   | 2010年4月20日（世博专线） 2012年12月30日 | 2018年12月30日 | 金运路         | 张江路           | 31       | 38.83             | 6A                   | 北翟路车辆段 川杨河停车场              | 第二运营公司                    |
|            | 14号线   | 2021年12月30日                           | -              | 封浜           | 桂桥路           | 30       | 38.51             | 8A                   | 封浜车辆段 金桥停车场                  | 第四运营公司                    |
|            | 15号线   | 2021年1月23日                            | -              | 紫竹高新区     | 顾村公园         | 30       | 42.3              | 6A                   | 元江路车辆段 陈太路停车场              | 第三运营公司                    |
|            | 16号线   | 2013年12月29日                           | 2014年12月28日 | 龙阳路         | 滴水湖           | 13       | 58.96             | 6A （市域快线）      | 治北车辆段 川杨河停车场                | 磁浮公司                        |
|            | 17号线   | 2017年12月30日                           | 2024年11月30日 | 西岑           | 虹桥火车站       | 14       | 41.64             | 6A （市域快线）      | 徐泾车辆段 朱家角停车场                | 第二运营公司                    |
|            | 18号线   | 2020年12月26日                           | 2021年12月30日 | 航头           | 长江南路         | 26       | 36.93             | 6A                   | 航头车辆段                             | 磁浮公司                        |
|            | 浦江线   | 2018年3月31日                            | -              | 沈杜公路       | 汇臻路           | 6        | 6.69              | 4节 （胶轮系统）     | 浦江镇停车场                           | 申凯公交运营公司                |
|            | 磁浮线   | 2002年12月31日                           | -              | 龙阳路         | 浦东1号2号航站楼 | 2        | 30.5              | 3/4/5节 （磁浮系统） | 上海磁悬浮维修基地                     | 磁浮公司                        |
| 总计       | 总计     | 总计                                     | 总计           | 总计           | 总计             | 510      | 837               |                      |                                        |                                 |

注释
1. ↑  不包括预留车站开通日期。
2. ↑  不含3号线「共线营运」路段9站。
3. ↑  不含3号线「共线营运」路段11.566km。
4. ↑  昆山段（花桥至兆丰路）由昆山市轨道交通投资发展有限公司运营分公司全权负责站点管理。
5. ↑  龙居路站未开通不计入。
6. ↑  16A01型列車由兩輛3A編組列車重聯組成。

### 换乘站
上海地铁现有换乘站86个，其中四线换乘3座，三线换乘15座，两线换乘68座。
| 车站              | 线路1 | 线路2 | 线路3 | 线路4 |
| ----------------- | ----- | ----- | ----- | ----- |
| 人民广场          | 1     | 2     | 8     |       |
| 上海火车站        | 1     | 3     | 4     |       |
| 上海南站          | 1     | 3     | 15    |       |
| 上海体育馆        | 1     | 4     |       |       |
| 莘庄              | 1     | 5     |       |       |
| 常熟路            | 1     | 7     |       |       |
| 徐家汇            | 1     | 9     | 11    |       |
| 陕西南路          | 1     | 10    | 12    |       |
| 漕宝路            | 1     | 12    |       |       |
| 汉中路            | 1     | 12    | 13    |       |
| 一大会址·黄陂南路 | 1     | 14    |       |       |
| 中山公园          | 2     | 3     | 4     |       |
| 世纪大道          | 2     | 4     | 6     | 9     |
| 静安寺            | 2     | 7     | 14    |       |
| 龙阳路            | 2     | 7     | 16    | 18    |
| 南京东路          | 2     | 10    |       |       |
| 虹桥2号航站楼     | 2     | 10    |       |       |
| 虹桥火车站        | 2     | 10    | 17    |       |
| 江苏路            | 2     | 11    |       |       |
| 南京西路          | 2     | 12    | 13    |       |
| 陆家嘴            | 2     | 14    |       |       |
| 娄山关路          | 2     | 15    |       |       |
| 延安西路          | 3     | 4     |       |       |
| 中潭路            | 3     | 4     |       |       |
| 宝山路            | 3     | 4     |       |       |
| 镇坪路            | 3     | 4     | 7     |       |
| 宜山路            | 3     | 4     | 9     |       |
| 虹桥路            | 3     | 4     | 10    |       |
| 曹杨路            | 3     | 4     | 11    | 14    |
| 金沙江路          | 3     | 4     | 13    |       |
| 虹口足球场        | 3     | 8     |       |       |
| 龙漕路            | 3     | 12    |       |       |
| 长江南路          | 3     | 18    |       |       |
| 蓝村路            | 4     | 6     |       |       |
| 东安路            | 4     | 7     |       |       |
| 西藏南路          | 4     | 8     |       |       |
| 海伦路            | 4     | 10    |       |       |
| 大木桥路          | 4     | 12    |       |       |
| 大连路            | 4     | 12    |       |       |
| 浦东大道          | 4     | 14    |       |       |
| 高科西路          | 6     | 7     |       |       |
| 东方体育中心      | 6     | 8     | 11    |       |
| 港城路            | 6     | 10    |       |       |
| 巨峰路            | 6     | 12    |       |       |
| 东明路            | 6     | 13    |       |       |
| 云山路            | 6     | 14    |       |       |
| 民生路            | 6     | 18    |       |       |
| 耀华路            | 7     | 8     |       |       |
| 肇嘉浜路          | 7     | 9     |       |       |
| 龙华中路          | 7     | 12    |       |       |
| 长寿路            | 7     | 13    |       |       |
| 长清路            | 7     | 13    |       |       |
| 顾村公园          | 7     | 15    |       |       |
| 陆家浜路          | 8     | 9     |       |       |
| 四平路            | 8     | 10    |       |       |
| 老西门            | 8     | 10    |       |       |
| 曲阜路            | 8     | 12    |       |       |
| 成山路            | 8     | 13    |       |       |
| 大世界            | 8     | 14    |       |       |
| 江浦路            | 8     | 18    |       |       |
| 沈杜公路          | 8     | 浦江  |       |       |
| 嘉善路            | 9     | 12    |       |       |
| 金海路            | 9     | 12    |       |       |
| 马当路            | 9     | 13    |       |       |
| 蓝天路            | 9     | 14    |       |       |
| 桂林路            | 9     | 15    |       |       |
| 杨高中路          | 9     | 18    |       |       |
| 交通大学          | 10    | 11    |       |       |
| 天潼路            | 10    | 12    |       |       |
| 一大会址·新天地   | 10    | 13    |       |       |
| 豫园              | 10    | 14    |       |       |
| 国权路            | 10    | 18    |       |       |
| 龙华              | 11    | 12    |       |       |
| 隆德路            | 11    | 13    |       |       |
| 真如              | 11    | 14    |       |       |
| 上海西站          | 11    | 15    |       |       |
| 罗山路            | 11    | 16    |       |       |
| 御桥              | 11    | 18    |       |       |
| 桂林公园          | 12    | 15    |       |       |
| 江浦公园          | 12    | 18    |       |       |
| 武宁路            | 13    | 14    |       |       |
| 大渡河路          | 13    | 15    |       |       |
| 华夏中路          | 13    | 16    |       |       |
| 莲溪路            | 13    | 18    |       |       |
| 铜川路            | 14    | 15    |       |       |
| 昌邑路            | 14    | 18    |       |       |

现在仍有部分站点需要出站换乘。使用上海公共交通卡、交通联合卡、微信支付宝乘车码、上海公共交通二维码、随申码或Metro大都会APP的乘客可以在30分钟内出站换乘，里程累计，持单程票的乘客不可在此进行里程累计换乘，需出站后重新购票。
- 1-34 上海火车站：3号线和4号线共线，站内换乘；1號線與3/4號線車站間使用上海公共運輸卡可以在30分鐘內出站轉乘，里程累計，持單程票的乘客不可在此進行里程累計轉乘，需出站後重新購票，需待換乘通道建設完成才可進行站內轉乘。
- 2-12-13 南京西路：实施累计里程出站换乘，需待換乘通道建設完成才可進行站內轉乘。
- 3411-14 曹杨路： 3号线和4号线共线，与11号线为站内换乘；3/4/11号线与14号线车站间为出站换乘。
- 7-13 长清路：实施累计里程出站换乘，需待換乘通道建設完成才可進行站內轉乘。

上海地铁部分车站被标识为出站换乘车站，实际无连续计费，不存在换乘功能。
- 2-14 浦东南路：名义上为出站换乘站，实际无法换乘，待19號線建成後即可站內換乘。
- 2-17 国家会展中心：名义上为出站换乘站，实际无法换乘，待13號線西延伸建成後即可站內換乘。

以下为曾经只能出站换乘的站点：
- 徐家汇：曾因换乘通道暂未完工而实施累计里程出站换乘，自2010年4月7日起实现站内不经过闸机换乘。
- 宜山路：曾因换乘通道暂未完工，3号线和9号线使用临时换乘通道进行站内换乘，4号线与3/9号线车站间实施累计里程出站换乘，自2010年12月28日起，3、4、9三条线路实现互相站内不经过闸机换乘。
- 虹口足球场：曾因换乘通道暂未完工而实施累计里程出站换乘，自2012年10月21日起实现站内不经过闸机换乘[63]。
- 陕西南路：曾因1号线与10号线车站不相连而实施累计里程出站换乘，自12号线西段开通后，2015年12月19日起，陕西南路站1、10、12三条线路实现互相站内不经过闸机换乘。
- 龙华：曾因换乘通道暂未完工而实施累计里程出站换乘，自2018年12月30日起实现站内不经过闸机换乘[45]。
- 娄山关路：曾因换乘通道暂未完工而实施累计里程出站换乘，自2024年12月31日起实现站内不经过闸机换乘。

特殊案例：
- 龙阳路：因换乘通道过于狭小，同时开放累计里程出闸机换乘和站内不经过闸机换乘。
- 虹桥2号航站楼：因等待列车换乘需时，也同时开放累计里程出闸机换乘和站内不经过闸机换乘。

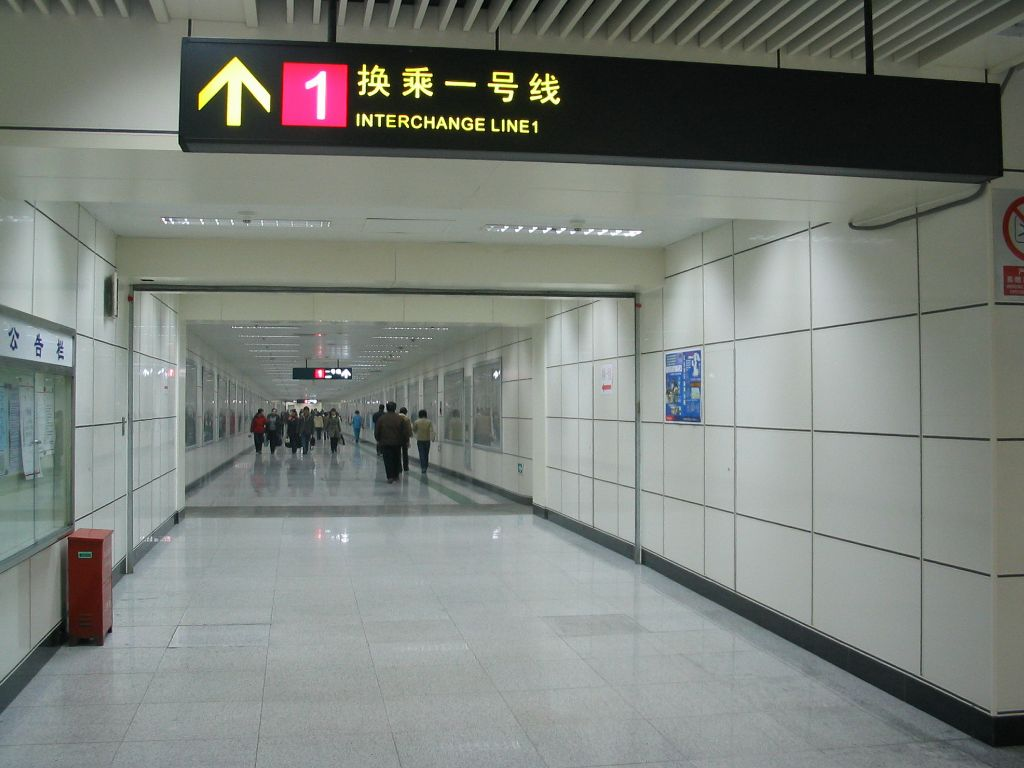
上海地铁的典型換乘通道，圖為上海南站站的1號線與3號線換乘通道。
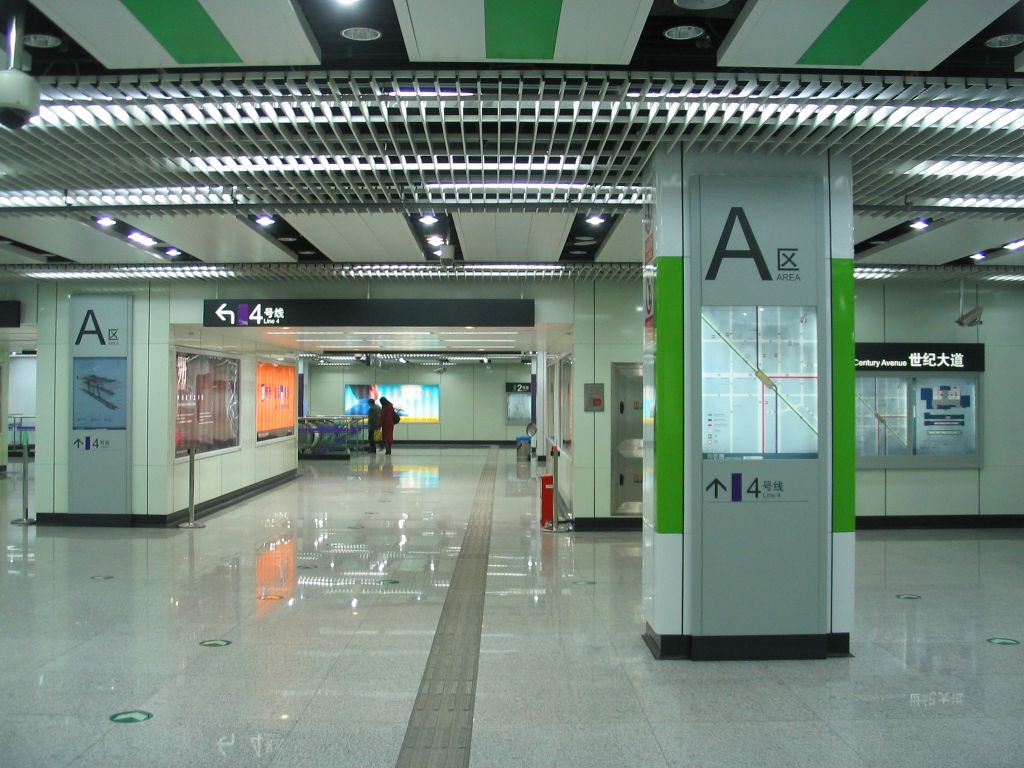
部份規劃較佳的車站可通過車站大堂換乘，圖為世纪大道站的4線換乘大堂；但世纪大道因4线换乘经常大客流对冲，高峰期实行特殊的换乘路线安排[64]。
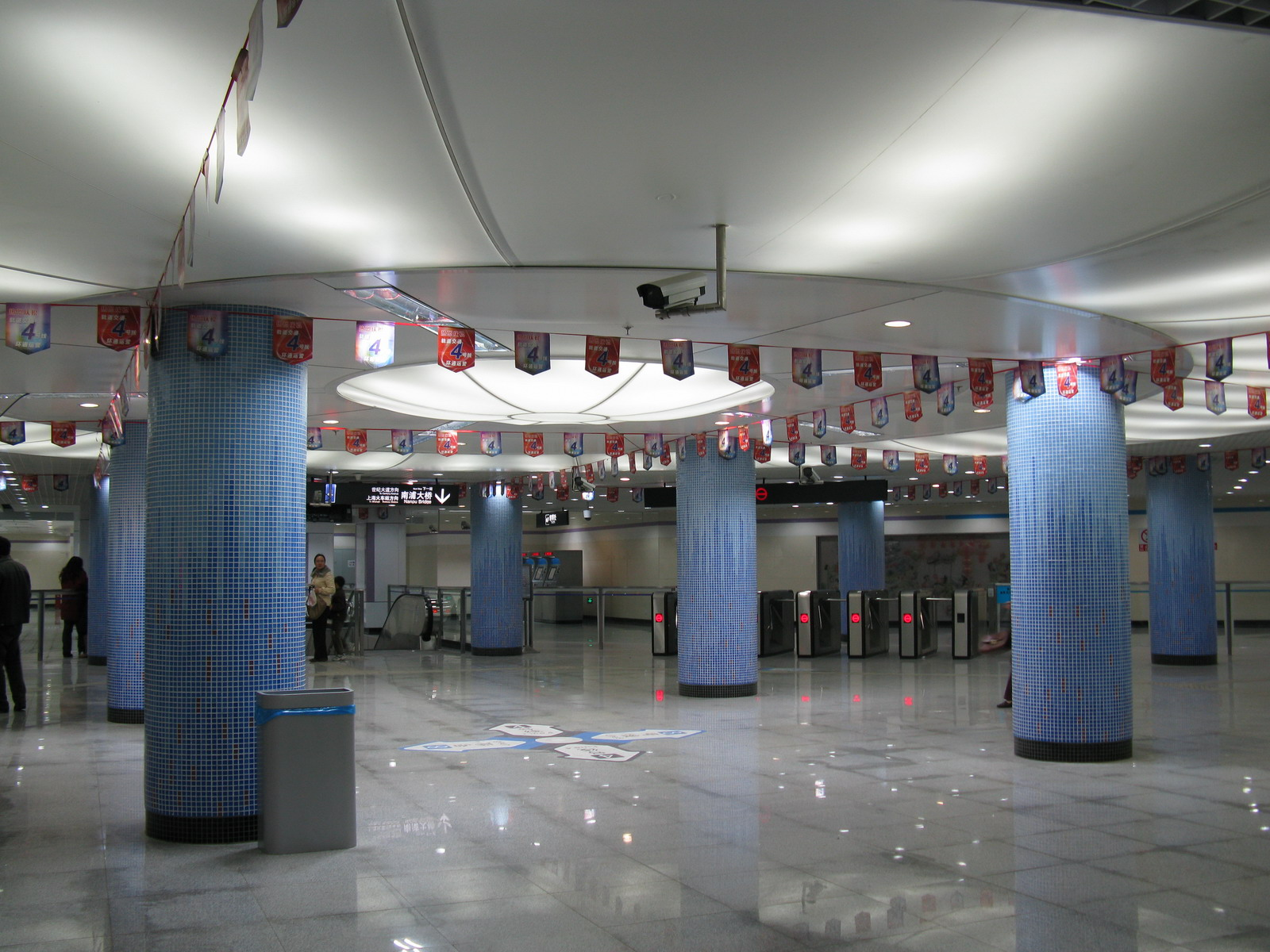
西藏南路站為上海地铁首個十字換乘大堂。
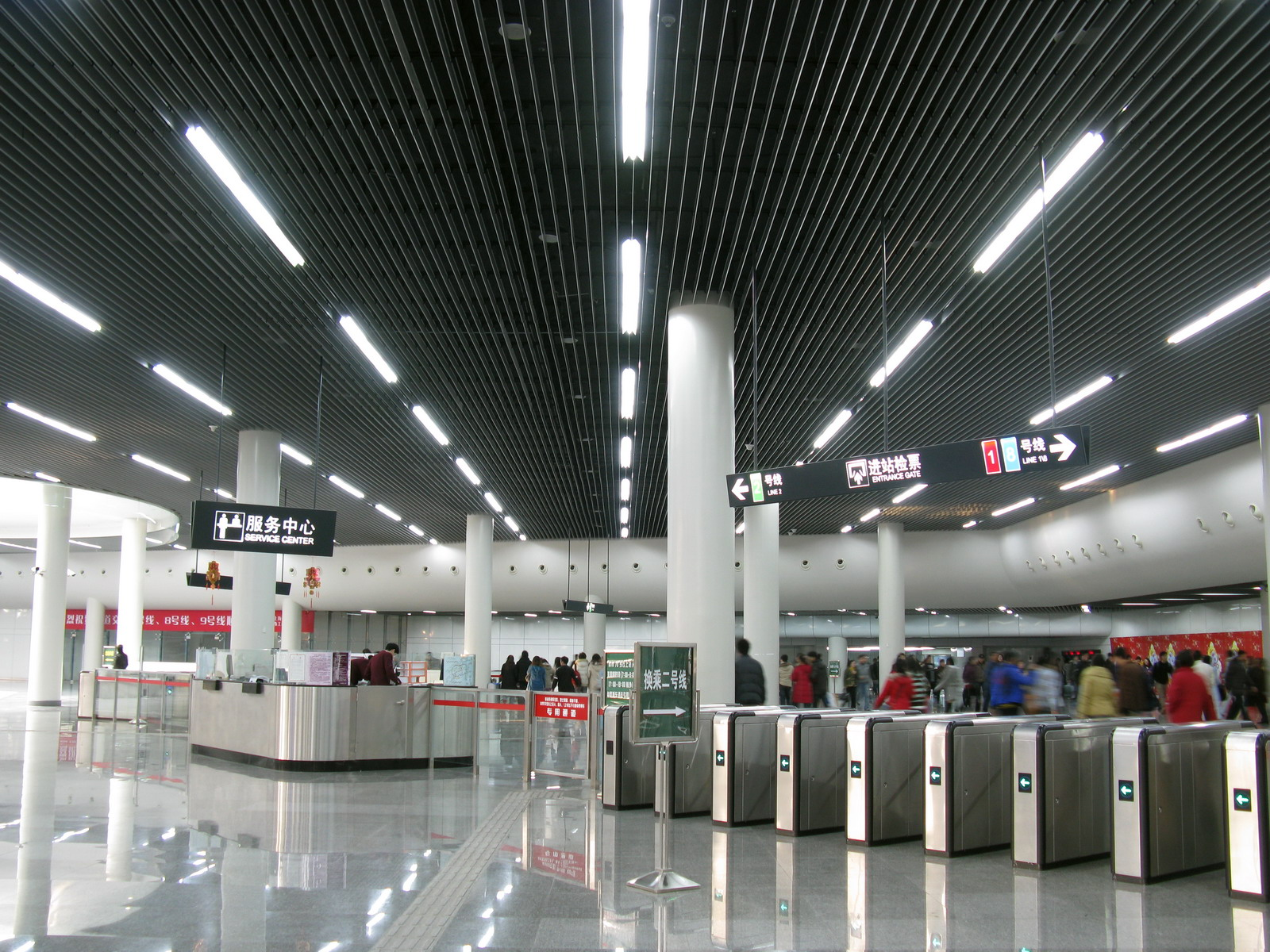
人民广场站為上海地铁最繁忙的換乘站，但是由於車站設計的限制原因，不能跨月台換乘，三線乘客均只能通過大堂換乘。
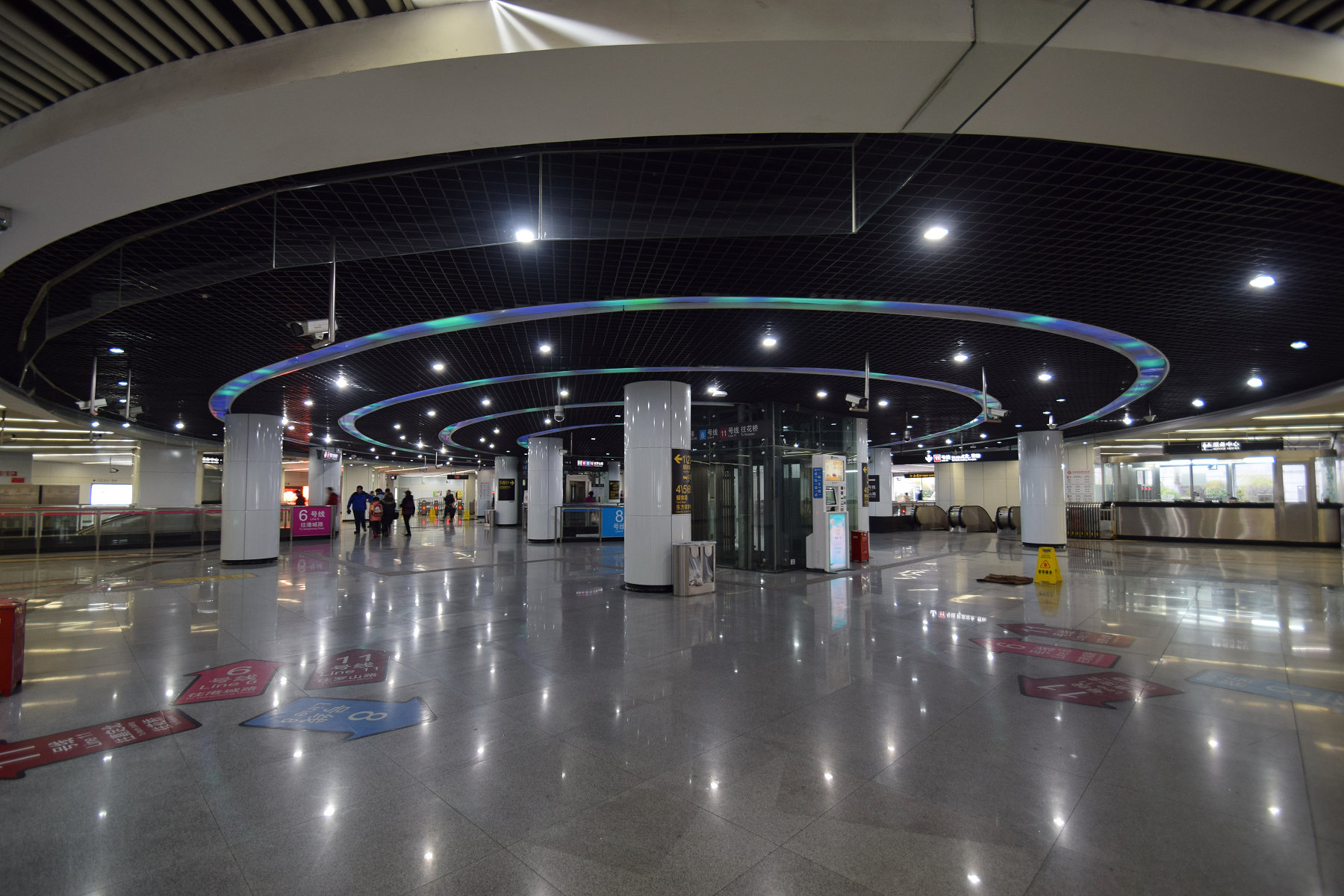
东方体育中心站的3線換乘大堂，6號線與11號線之間更可跨月台換乘。

此外在上海南站可换乘金山线。龙阳路站和浦东1号2号航站楼站可换乘磁悬浮。松江大学城站和松江体育中心站可转乘松江有轨电车。花桥站可转乘苏州轨道交通11号线。部分车站（如中春路站、景洪路站等）可转乘市域铁路。

## 票务

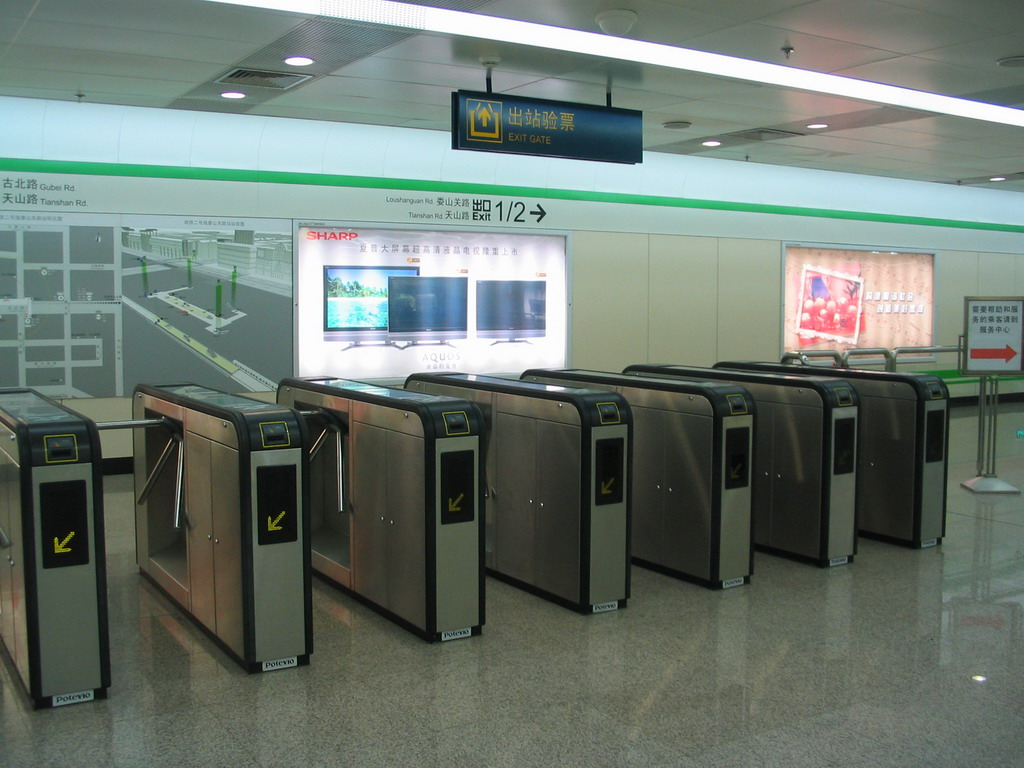
上海地铁驗票閘門

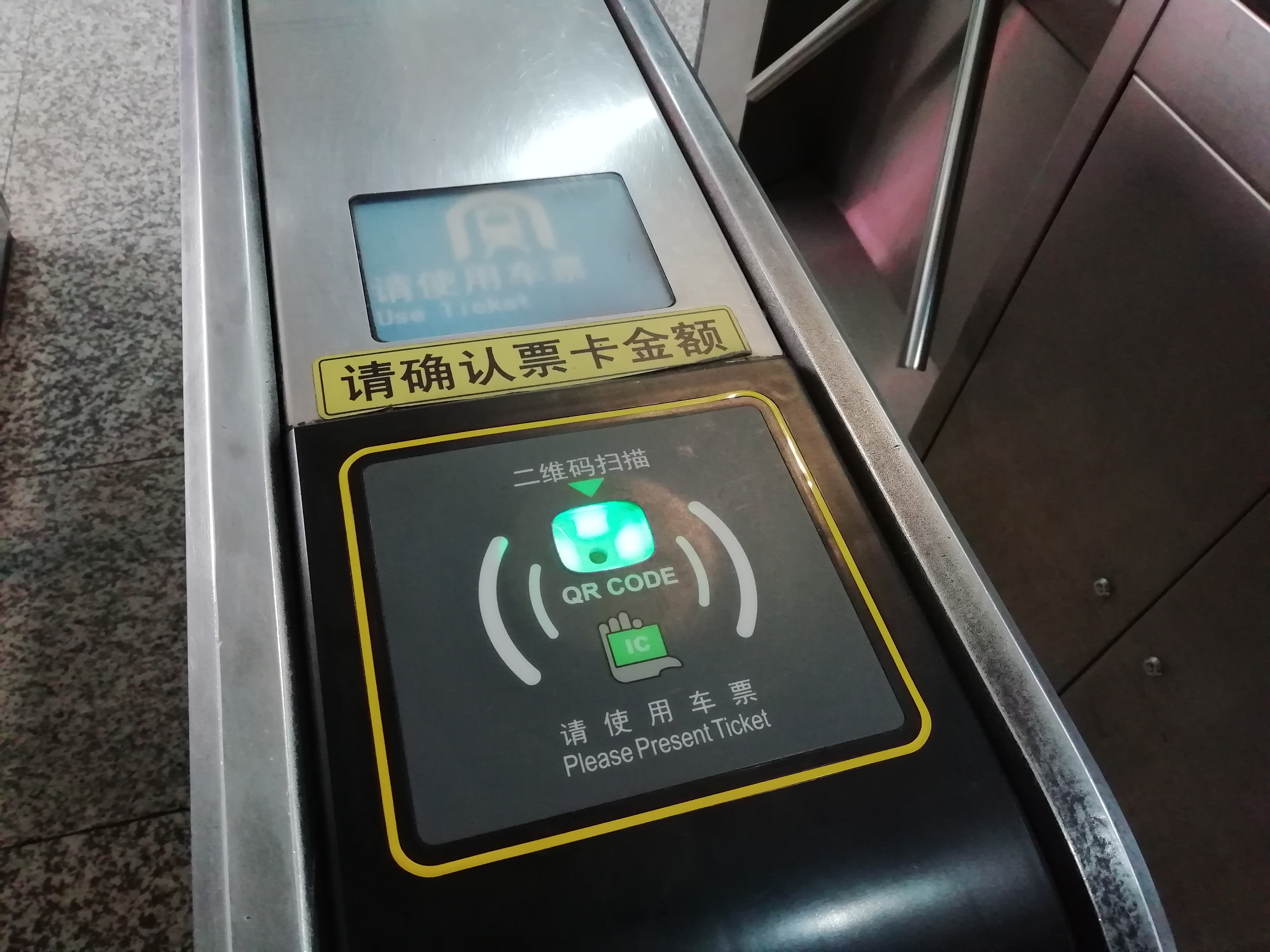
现时所有闸机均支持二维码扫码进站。图为淞虹路站闸机加装的二维码扫描区。

目前上海地铁大部分线路的票价标准自2005年底起实行，0-6公里3元，6-16公里4元，16-26公里5元，以后每10公里加收一元，上不封顶，任意两站间票价按最短路径计算。乘客可使用单程票、交通卡、二维码、日票、磁浮地铁一票通等票种进站。其中，单程票不可适用于出站换乘。此外，如进出站间隔超过4个小时，需加收3元超时费。
而自2024年及以后开通的轨道快线（包括22号线以及未来更多快线，而先前开通的16、17号线则不采用此规则）则采取另一种计费规则，按每公里0.37元的单价计费，若不涉及与普线间的换乘则不满4元的区间均按照4元收费，若涉及换乘则快线部分按原价收费，而总价则是快线部分和普线部分分别计算并最后叠加。
在2020年12月26日前，乘客如果仅乘坐5号线莘庄站 - 东川路站 - 闵行开发区站的既有区段，票价在上述标准基础上优惠1元，至2020年12月26日恢复执行全网络统一票价。

### 逃票者
上海地鐵每天流量超過一千萬人次，逃票現象每日也常有发生，每日的逃票比例占到总客流量的0.16%左右。在上海地鐵系統（1-18號線、浦江线）逃票會最高處以6倍票款的罚款。
上海地铁一直与派出所（包括公安民警、保安、协警）合作严厉打击地铁逃票行为。2012年，上海地铁查获逃票总人数202,457人次，补票及加收金额472,898元。2013年6月3日起地铁运营方宣布所有逃票者将被记入个人信用信息系统，可能导致其今后在贷款申请、求职等方面遇阻。但实际执行中地铁执法人员仅对拒不补票者采取上述措施；而在部分常发生逃票现象的车站也将验票闸机由原先的三杆式换为门式闸机，而现如今门式闸机已经推广到了全网的大多数车站。

## 乘坐方式

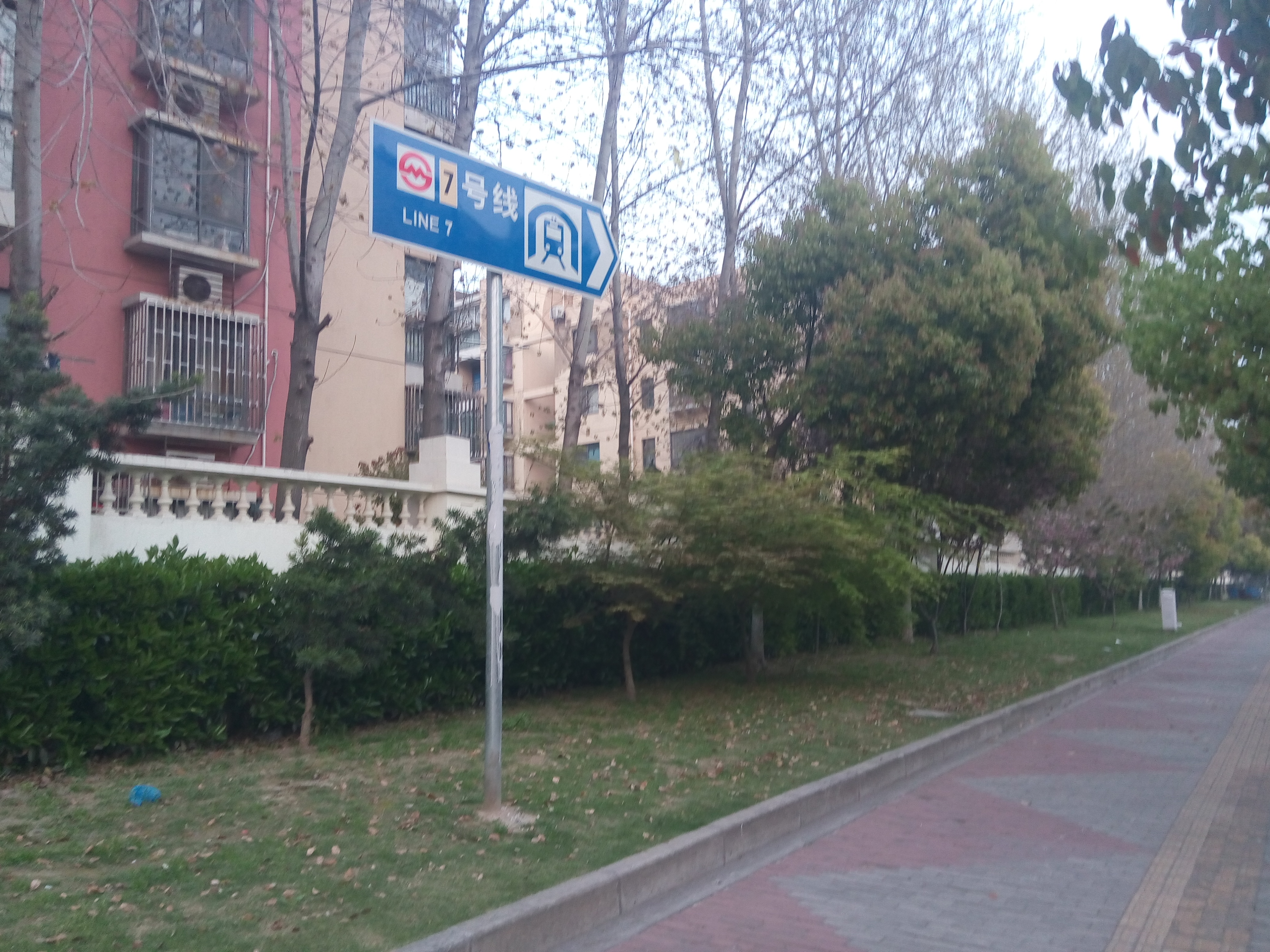
地铁站周围道路的指路牌

凡是有上海地铁车站的道路均有相应线路地铁站指路牌。

### 售票
乘客进站后到自动售票机购票，部分车站（如人民广场站、上海火车站站等）有人工售票。乘客可利用自动售票机购票，在触摸屏上点击要到达的线路，然后点击该线路的目的地车站，然後根据提示选择要购票的张数，放入相应金额或用手机扫描二维码支付费用，足额后将吐出相应数量单程票卡。部分设备有找零功能。（自动售票机分为「只收硬币」和「硬币纸币均收」两种机器，只收硬币机收取1元和5角人民币，硬币纸币均收机收取 5、10、20、50元纸币 1、0.5元硬币，会找零。）
所有车站配有上海公共交通卡自助充值机，其中部分支持售卡和退卡操作。乘客同样可以选择购买公共交通卡出行。
2018年1月20日起，乘客可以通過Metro大都会APP進站。自2018年12月1日地铁乘车二维码“互联互通”项目启动以来，乘客可以使用上海地铁的Metro大都会APP乘坐长三角以及青岛、兰州、北京、广州、重庆、天津、呼和浩特、武汉等19个省市的地鐵。乘客也可以使用19个省市的地鐵APP乘坐上海地鐵。
自2022年9月28日，除了使用Metro大都会APP外，上海地铁支持使用微信、支付宝刷码乘车。Metro大都会、微信、支付宝的上海地铁二维码均集成了健康码、场所码、乘车码的功能。
自2022年12月3日，随申码、乘车码实现对上海公交、地铁、轮渡的全覆盖，乘客可使用随申行App、随申办App、上海交通卡App等渠道的“随申码”、“乘车码”，在上海全线轨道交通（含磁悬浮）、地面公交、轮渡（含三岛客运）等公共交通工具实现“刷码”通行，并享受公交与轨道交通（不含磁悬浮）间换乘优惠。
2025年6月28日起，上海地铁全网试点刷银行卡及数字人民币硬钱包刷卡过闸。

### 退票和免收費規則
仅限乘客持有当日当站未使用车票，可在服务中心退票。遇列车故障15分钟以上也可以办理退票，并可在官网、微信（WeChat）公众号及大都会app上下载致歉信。
2020年5月，乘客可免费带领两名身高1.3米以下儿童乘坐地鐵。
2023年11月起，乘客临时有需求在短时间进出同一站点時，10分钟内可至车站服务中心进行人工免收費处理。

### 闸机

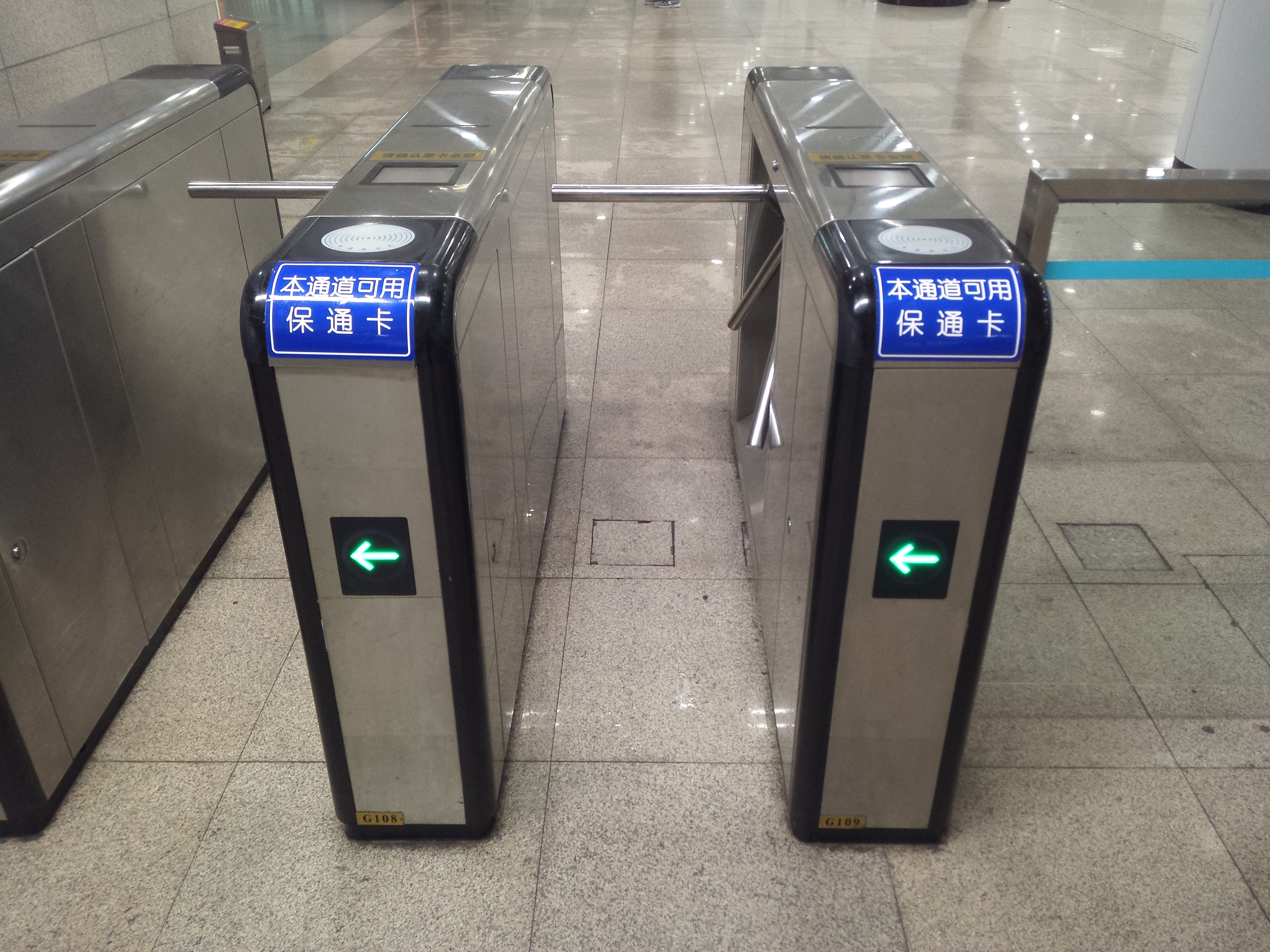
保通卡闸机通道

上海地铁目前所有新建车站均使用门式闸机，旧车站曾使用三杆闸机（其中一些车站在普通闸机旁边配有大型翼式闸机），部分旧车站也已经改造采用了新式闸机。闸机采用右手持票原则（部分旧闸机的推杆活动部分在左侧），进站时，乘客右手持票卡或使用二维码在闸机感应器上检票方可等待开门（或推杆）进站，出站时老式单程票卡插入闸机由投票口回收后方可等待开门（或推杆）出站，交通卡和日票在感应器上读卡确认屏幕显示金额后等待开门（或推杆）出站，纪念票和二维码（包括新款纸质单程票）为刷进刷出。进出站不成功的需在服务中心办理充值或人工服务。
2024年4月20日，上海地铁在3号线张华浜站、4号线杨树浦路站、15号线吴中路站首次试点闸机常开门模式。2024年11月16日至2025年6月30日，上海地铁在原有3座闸机常开门试点车站的基础上扩大常开门模式试点范围，新增18座车站进行闸机常开门试点。2025年4月10日，18号线新增3站试点闸机常开门模式。7月19日起，上海地铁在有32座车站基础上，新增91座车站试点闸机常开门模式。

### 乘车

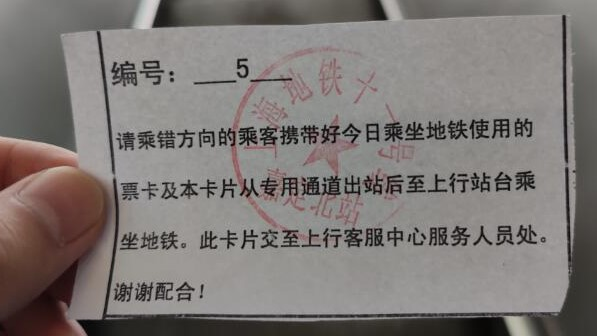
换向凭证

在侧式车站中，乘客需要在站厅层通过标识进入相应方向的站台层。
部分侧式车站双向站台不在付费区内联通（如外环路站、锦江乐园站、石龙路站、嘉定北站、闵瑞路站、浦航路站和东城一路站），进入错误方向的站台需要向服务中心人员说明，服务中心人员会发放换向凭证并手动打开闸机门放行，在对向检票口将此凭证交予服务中心人员后会再手动打开闸机门放行。此措施可在避免乘客重复支付车费的情况下实现换向，但可能被部分乘客买最低价单程票进站后利用此措施逃票出站避免支付全额车费。
在换乘车站中，乘客需要先行确认需要乘坐的线路。各线路均有倒计时显示候车时间。多数线路以大小交路、大站车或Y字交路运营，乘客需要确认该列车是否到达所需目的地。
于虹桥路站-宝山路站段3、4号线共线段乘车需要注意所乘坐的线路（以及大小交路）。当前3号线03A01型列车以黑红黄为主色，车身色带上贴有“3”字样；4号线04A01型列车以白紫为主色，车身色带上贴有“4”字样，相当容易区分。对于两线路增购且共用的03A02与04A02型列车，则可通过查看车外LED显示屏（3、4号线明确写明）、车门旁贴纸（车窗上贴有“3号线”“4号线”字样）、车内线路图（3号线则在共线段写明换乘4号线，4号线则反之）与车头的车组号（3号线03A02型通常以03开头，4号线04A02型以04开头）。车站广播告示可反映实际列车运营交路。

### 乘车守則

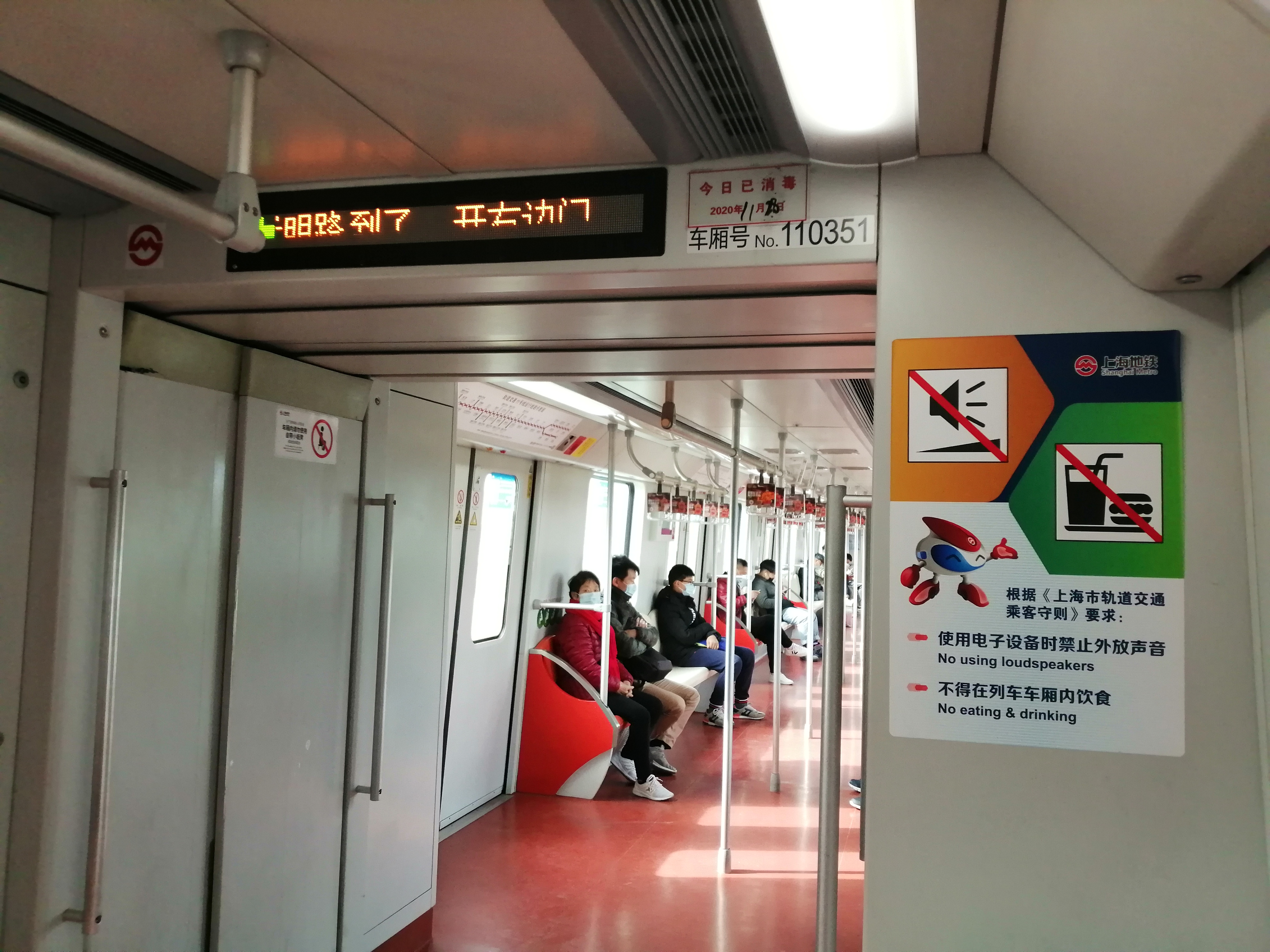
11号线列车内张贴有“使用电子设备时禁止外放声音和饮食”的宣传海报（2020年11月28日）

乘客須站在安全线内候车，严禁跳下站台、进入轨道。在屏蔽门车站不可紧贴屏蔽门。蜂鸣器响，门灯闪烁时严禁强行上下车，严禁携带易燃易爆、危险品及宠物上车（导盲犬除外）。严禁随意触碰紧急把手。乘客須遵守《上海市轨道交通管理条例》乘车（在车厢内有《乘客须知》）。若乘客乘坐区段涉及11号线昆山段，亦需遵守《苏州市轨道交通条例》。2020年12月1日起，《上海市轨道交通乘客守则》实施。該守則規定禁止手机等电子设备声音外放。
在2020年到2022年的新冠疫情防控期间，未佩戴口罩的乘客可能会在安检处被拒绝进入车站。同时在2022年上海疫情爆发期间，乘客进站乘车要扫描“场所码”，乘坐地铁须出示有效的核酸检测阴性证明和随申码绿码。

### 服务中心
服务中心是进行咨询及业务办理的服务岗位。辦理交通卡充值，索取单程票发票等及出行问题查詢。服务中心在雨天提供免费雨伞出租。10號線的服務中心將屏蔽門控制器等等以站為單位的控制台搬遷至服務中心內。

### 概览

上海地铁、上海市域铁路规划线路图（截至2024年9月已公示部分，市域铁路颜色均非官方）

## 线路规划及建设

### 在建与规划项目
下表中的线路以预定通车时间排序。
| 预定通车时间       | 线路                      | 区段                                | 起讫站点                                               | 长度（公里） | 车站数 | 车型編組 | 建设状态                                                        | 参考资料 |
| ------------------ | ------------------------- | ----------------------------------- | ------------------------------------------------------ | ------------ | ------ | -------- | --------------------------------------------------------------- | -------- |
| 2025年9月          | █ 2号线                   | 西延伸                              | 国家会展中心－蟠祥路                                   | 1.640        | 1      | 8A       | 調試中                                                          |          |
| 2025年12月         | █ 18号线                  | 二期                                | 康文路－长江南路                                       | 8.073        | 6      | 6A       | 建设中                                                          | [ 87 ]   |
| 2026年             | █ 3号线 █ 4号线           | 宝山路站改扩建工程 （原為分线工程） | 宝山路站                                               | 0.4          | 1      | 6A       | 建設中                                                          |          |
| 2026年             | █ 13号线                  | 西延伸                              | 金运路－国家会展中心                                   | 9.699        | 5      | 6A       | 建设中                                                          | [ 88 ]   |
| 2026年             | █ 13号线                  | 东延伸                              | 张江路 - 丹桂路                                        | 4.1          | 2      | 6A       | 建设中                                                          |          |
| 2026年             | █ 22号线                  | 一期與二期                          | 金吉路－裕安                                           | 43.1         | 8      | 3A/6A    | 建设中                                                          |          |
| 2027年             | █ 19号线                  | 北段                                | 虹湾路－上海宝山站                                     | 9.2          | 8      | 6A       | 建设中                                                          |          |
| 2027年             | █ 21号线                  | 一期                                | 东靖路－川沙路－上海东站                               | 42           | 22     | 6A       | 建设中                                                          | [ 89 ]   |
| 2027年             | █ 12号线                  | 西延伸                              | 七莘路－洞泾                                           | 17.3         | 6      | 6A       | 建设中                                                          |          |
| 2027年             | █ 15号线                  | 南延伸                              | 紫竹高新区 - 望园路                                    | 11.4         | 4      | 6A       | 建设中                                                          |          |
| 2027年             | █ 23号线                  | 一期                                | 上海体育场－闵行开发区 █ 5号线东川路－闵行开发区拟停运 | 28.6         | 22     | 6A       | 建设中                                                          | [ 90 ]   |
| 2028年             | █ 21号线                  | 浦东3号航站楼站                     | 上海东站－浦东3号航站楼                                | 2            | 1      | 6A       | 建设中                                                          |          |
| 2029年             | █ 2号线                   | 換乘通道                            | 南京西路                                               | 不適用       | 不適用 | 不適用   | 招標中                                                          |          |
| 2029年             | █ 12号线                  | 換乘通道                            | 南京西路                                               | 不適用       | 不適用 | 不適用   | 招標中                                                          |          |
| 2029年             | █ 13号线                  | 換乘通道                            | 南京西路                                               | 不適用       | 不適用 | 不適用   | 招標中                                                          |          |
| 2029年             | █ 19号线                  | 南段                                | 虹建路 - 后滩                                          |              | 8      | 6A       | 建设中                                                          |          |
| 2030年             | █ 20号线                  | 一期                                | 交通路－北新园路                                       | 27.8         | 21     | 6A       | 建设中                                                          |          |
| 2031年             | █ 19号线                  | 中段                                | 后滩－虹湾路                                           |              | 18     | 6A       | 建设中                                                          | [ 91 ]   |
| 2035年前           | █ 5号线                   | 南延伸剩余段                        | 奉贤新城－平庄公路                                     | (3.542)      | 1      | 6小      | 規劃中                                                          |          |
| 規劃建設轉乘通道   | █ 1号线                   | 換乘通道                            | 上海火車站                                             | 不適用       | 不適用 | 不適用   | 招标中                                                          |          |
| 規劃建設轉乘通道   | █ 3号线/ █ 4号线          | 換乘通道                            | 上海火車站                                             | 不適用       | 不適用 | 不適用   | 招标中                                                          |          |
| 規劃建設轉乘通道   | █ 3号线/ █ 4号线 █ 11号线 | 換乘通道                            | 曹杨路                                                 | 不適用       | 不適用 | 不適用   | 规划中                                                          |          |
| 規劃建設轉乘通道   | █ 14号线                  | 換乘通道                            | 曹杨路                                                 | 不適用       | 不適用 | 不適用   | 规划中                                                          |          |
| 規劃建設轉乘通道   | █ 7号线                   | 換乘通道                            | 長清路                                                 | 不適用       | 不適用 | 不適用   | 已停工                                                          |          |
| 規劃建設轉乘通道   | █ 13号线                  | 換乘通道                            | 長清路                                                 | 不適用       | 不適用 | 不適用   | 已停工                                                          |          |
| 搁置实施或暂缓启用 | █ 1号线                   | 西延伸                              | 莘庄 - 沪闵路                                          | 1.2          | 1      | 8A       | 已批覆（三期規劃） 因动迁量大搁置，且受邻线限制暂不具工程可行性 |          |
| 搁置实施或暂缓启用 | █ 9号线                   | 三期剩余段                          | 曹路－曹路火车站                                       | 3            | 1      | 6A       | 已批覆（二期規劃） 缓建                                         |          |
| 搁置实施或暂缓启用 | █ 14号线                  | 未开通车站                          | 龙居路站                                               | 不適用       | 1      | 8A       | 1组风亭待建                                                     |          |
| 搁置实施或暂缓启用 | █ 15号线                  | 预留车站                            | 西闸公路站                                             | 不適用       | 1      | 6A       | 预留车站                                                        |          |
| 搁置实施或暂缓启用 | █ 17号线                  | 西延伸二期                          | 西岑－                                                 | 6            | 2      | 6A       | 已批覆（长三角811号文） 缓建                                    |          |
| 搁置实施或暂缓启用 | █ 21号线                  | 预留车站                            | 六团社区应急物资配送中心                               | 不適用       | 1      | 6A       | 可转换为车站                                                    |          |

### 其他处于线网研究阶段、尚未获批建设的远期规划线路
下表中的规划线路的具体走向及设站不确定，变数极大，可能并不会如此落实，仅作大致参考。
目前规划线网的最新上位成果为上海市政府2025年7月2日批复的《上海市轨道交通线网规划（2025-2035年）》。
| 远期规划线路              | 远期规划线路                  | 远期规划线路                                  | 远期规划线路 | 远期规划线路 | 远期规划线路         | 远期规划线路       | 远期规划线路 |
| 线路                      | 区段                          | 起讫站点或主要走向                            | 长度（公里） | 车站数       | 车型編組             | 规划状态           | 参考资料     |
| ------------------------- | ----------------------------- | --------------------------------------------- | ------------ | ------------ | -------------------- | ------------------ | ------------ |
| █ 1号线                   | 北延伸三期                    | 富锦路 - 上海宝山站                           |              | 1            | 8A                   | 宝山区提议         |              |
| █ 2号线                   | 东方枢纽陆侧捷运              | 浦东1号2号航站楼－浦东3号航站楼－上海东站     |              | 2            | 8A                   | 枢纽预留车站土建   |              |
| █ 5号线                   | 南延伸二期                    | 平庄公路 - 海湾大学城                         |              |              | 6小                  | 奉贤区提议         | [ 93 ]       |
| █ 12号线                  | 西延伸二期                    | 洞泾 - 佘山西站                               |              |              | 6A                   | 远期规划           |              |
| █ 13号线                  | 东延伸二期                    | 丹桂路 - 台儿庄路                             |              |              | 6A                   | 远期规划           |              |
| █ 14号线                  | 西延伸                        | 封浜 - 安亭北站                               |              |              | 8A                   | 远期规划           |              |
| █ 14号线                  | 西延伸二期                    | 安亭北站 - 花桥                               |              |              | 8A                   | 昆山市提议         |              |
| █ 16号线                  | 南延伸                        | 滴水湖 - “南汇新城站”(104区)                  |              | 1            | 6A                   | 远期规划           |              |
| █ 18号线                  | 三期                          | 康文路- 南陈路                                | 3.1          | 2            | 6A                   | 待大场机场开发规划 |              |
| █ 19号线                  | 北延伸二期                    | 上海宝山站 - 月浦                             |              |              | 6A                   | 远期规划           |              |
| █ 20号线                  | 西延伸                        | 交通路- 桃浦智创城 - ？                       |              |              | 6A                   | 远期规划           |              |
| █ 21号线                  | 二期                          | 东靖路 - 艺博港 - ？                          |              |              | 6A                   | 远期规划           |              |
| █ 21号线                  | 浦东机场第二航站区            | 浦东3号航站楼 - 浦东4号5号航站楼              |              | 1            | 6A                   | 远期规划           |              |
| █ 22号线                  | 南延伸                        | 金吉路 - 云顺路                               |              |              | 3A/6A                | 远期规划           |              |
| █ 22号线                  | 北延伸 （崇明至启东市域铁路） | 裕安 - 启东                                   |              |              |                      | 远期规划           |              |
| 横沙线                    | 横沙线                        | 长兴岛 - 横沙岛                               |              |              |                      | 远期规划           |              |
| █ 23号线                  | 二期                          | 闵行开发区－上海松江站                        |              |              | 6A                   | 远期规划           |              |
| █ 24号线                  | █ 24号线                      | ？ － 锦绣路 － ？                            |              |              |                      | 远期规划           |              |
| █ 25号线                  | █ 25号线                      | 华新镇 － 虹桥火车站 - 上海南站 - 龙耀路 - ？ |              |              |                      | 远期规划           |              |
| █ 26号线                  | █ 26号线                      | 「中城地带」环线                              |              |              |                      | 远期规划           |              |
| █ 27号线 （张江路加密线） | █ 27号线 （张江路加密线）     | ？ - 东陆路 - 川周公路                        |              |              |                      | 远期规划           | [ 94 ]       |
| █ 28号线                  | █ 28号线                      | 马桥 － 南六公路                              |              |              |                      | 远期规划           |              |
| “联友路加密线”            | “联友路加密线”                | （联友路 - 诸光路通道）                       |              |              |                      | 远期规划           |              |
| 外滩地区南北向轨交线路    | 外滩地区南北向轨交线路        | ？ - 南京东路站 - ？                          |              |              |                      | 提议中             | [ 95 ]       |
| █ 31号线 （原22号线）     | █ 31号线 （原22号线）         | 南翔北站 - 艺博港 - ？                        |              |              | 6A                   | 远期规划           |              |
| █ 浦江线                  | 西延伸                        | 汇臻路 - 兰香湖南路                           |              |              | 4节 （胶轮系统）     | 提议中             |              |
| █ 磁浮线                  | 西延伸（机场快线）            | 龙阳路 - 虹桥2号航站楼                        | 31           | 3            | 3/4/5节 （磁浮系统） | 提议中             |              |
| █ 磁浮线                  | 南延伸                        | 浦东1号2号航站楼 - 临港新城                   |              |              | 3/4/5节 （磁浮系统） | 提议中             |              |
| █ 磁浮线                  | 沪杭磁浮                      | 上海南站 - 宁波站                             |              |              | 3/4/5节 （磁浮系统） | 提议中             |              |

### 线路名称及原系统代号对照表
| 现用名                                                                                               | 原系统代号 |
| --- | ---------- |
| 轨道交通1号线                                                                                        | R1         |
| 轨道交通2号线                                                                                        | R2         |
| 轨道交通3号线                                                                                        | M3         |
| 轨道交通4号线                                                                                        | M4         |
| 轨道交通5号线                                                                                        | R1a        |
| 轨道交通6号线                                                                                        | L4         |
| 轨道交通7号线                                                                                        | M7         |
| 轨道交通8号线                                                                                        | M8         |
| 轨道交通9号线                                                                                        | R4         |
| 轨道交通10号线                                                                                       | M1         |
| 轨道交通11号线                                                                                       | R3         |
| 轨道交通12号线                                                                                       | M2         |
| 轨道交通13号线                                                                                       | M5         |
| 轨道交通14号线                                                                                       | M6         |
| 轨道交通15号线                                                                                       | L1         |
| 轨道交通16号线                                                                                       | R3s        |
| 轨道交通17号线                                                                                       | R2w        |
| 轨道交通18号线                                                                                       | L5         |
| 轨道交通16号线（2011年前） 轨道交通20号线 + 轨道交通26号线（現規劃之組合）                           | L2         |
| 轨道交通17号线（2011年前） 轨道交通20号线 + 原22号线 + 市域铁嘉閔線 + 轨道交通25号线（現規劃之組合） | L3         |
| 轨道交通22号线                                                                                       | R4n        |

注：3号线为高架线路，由于早年部分媒体的宣传及现存的部分错误标识（如上海南站中的“轻轨三号线”），导致上海市民习惯称其为轻轨。
- R：市域级路线（连接郊区与市中心）
- M：市级路线（连接中心城区）
- L：轻轨（载客量较地铁少，作为地铁的补充）

### 项目投资金额一览
| 线路名                                           | 区间                              | 长度（公里）                   | 项目公司                             | 总投资（亿元）  | 平均造价（亿元/公里） | 参考资料        |
| ------------------------------------------------ | --------------------------------- | ------------------------------ | ------------------------------------ | --------------- | --------------------- | --------------- |
| 上海轨道交通1号线                                | 上海火车站站－锦江乐园站          | 16.6                           | －                                   | 53.9（概算）    | 3.25                  | [ 97 ]          |
| 上海轨道交通1号线南延伸                          | 锦江乐园站－莘庄站                | 5.25                           | －                                   | 6.2             | 1.18                  | [ 98 ]          |
| 上海轨道交通1号线北延伸                          | 上海火车站站－共富新村站          | 12.455                         | 上海共和新路高架发展有限公司         | 36              | 2.89                  | [ 99 ]          |
| 上海轨道交通1号线北延伸二期                      | 共富新村站－富锦路站              | 4                              | 上海共和新路高架发展有限公司         | 14              | 3.5                   |                 |
| 上海轨道交通2号线一期                            | 中山公园站－龙阳路站              | 13.38                          | －                                   | 108.6           | 8.0                   | [ 100 ]         |
| 上海轨道交通2号线东延伸                          | 龙阳路站－张江高科站              | 2.8                            | －                                   | 3               | 1.07                  |                 |
| 上海轨道交通2号线东延伸                          | 龙阳路站－浦东国际机场站          | 29.9                           | 上海轨道交通二号线东延伸发展有限公司 | 111             | 3.71                  | [ 101 ]         |
| 上海轨道交通2号线西延伸                          | 中山公园站－淞虹路站              | 6.2                            | 上海轨道交通长宁线发展有限公司       | （资料暂缺）    |                       |                 |
| 上海轨道交通2号线西延伸2期                       | 淞虹路站－徐泾东站                | 8.58                           | 上海轨道交通长宁线发展有限公司       | 20              | 2.33                  | [ 102 ]         |
| 上海轨道交通2号线西延伸                          | 徐泾东站 - 蟠祥路站               | 1.7                            | 上海申通地铁集团有限公司             |                 |                       | 环评            |
| 上海轨道交通3号线一期                            | 上海南站站－江湾镇站              | 24.975                         | 上海轨道交通明珠线发展有限公司       | 84.5（或93.78） | 3.76（或）            | [ 103 ] [ 104 ] |
| 上海轨道交通3号线北延伸                          | 江湾镇站－江杨北路站              | 15                             | 上海轨道交通宝山线发展有限公司       | （资料暂缺）    |                       |                 |
| 上海轨道交通4号线（非共线段）                    | 宝山路站－虹桥路站                | 22.032                         | 上海轨道交通明珠线发展有限公司       | 132.1（或126）  | 5.71                  | [ 100 ]         |
| 上海轨道交通5号线                                | 莘庄站－闵行开发区站              | 17.16                          | 上海莘闵轨道交通线发展有限公司       | 34              | 1.995                 |                 |
| 上海轨道交通5号线南延伸                          | 东川路站-平庄公路定修段           | 19.505 （或19.557）            | 上海轨道交通五号线南延伸发展有限公司 | 104.25          | 5.3                   | [ 105 ]         |
| 上海轨道交通6号线                                | 东方体育中心站－港城路站          | 33.09                          | 上海轨道交通浦东线发展有限公司       | 120             | 3.62                  | [ 106 ]         |
| 上海轨道交通7号线                                | 花木路－祁華路站                  | 34.388                         | 上海轨道交通七号线发展有限公司       | 187             | 5.43                  | [ 107 ]         |
| 上海轨道交通7号线北延伸                          | 祁華路站－美兰湖站                | 9.978                          | 上海轨道交通七号线发展有限公司       | 42              | 4.20                  |                 |
| 上海轨道交通8号线一期                            | 市光路站－成山路站                | 23.22                          | 上海轨道交通杨浦线发展有限公司       | 144.93          | 6.24                  |                 |
| 上海轨道交通8号线二期                            | 成山路站－沈杜公路站              | 14.22                          | 上海轨道交通杨浦线发展有限公司       |                 |                       |                 |
| 上海轨道交通8号线三期                            | 沈杜公路站－汇臻路站              | 6.707                          | 上海轨道交通八号线三期发展有限公司   | 31.77           | 4.74                  | 报建信息        |
| 上海轨道交通9号线一期                            | 松江新城站－宜山路站              | 31.336                         | 上海港铁建设有限公司                 | 190             | 6.06                  |                 |
| 上海轨道交通9号线二期                            | 宜山路站－杨高中路站              | 14.5                           | 上海轨道交通申松线发展有限公司       | 89.4            | 6.16                  | [ 108 ]         |
| 上海轨道交通9号线三期南延伸                      | 松江新城站－上海松江站站          | 5.372                          | 上海轨道交通申松线发展有限公司       | 20.99           | 3.90                  | [ 109 ]         |
| 上海轨道交通9号线三期东延伸                      | 杨高中路站－曹路站                | 13.816                         | 上海轨道交通申松线发展有限公司       | 105.56          | 7.64                  | [ 110 ]         |
| 上海轨道交通10号线一期                           | 虹桥火车站站/航中路站－新江湾城站 | 36.221 主线：31.254 支线:4.967 | 上海轨道交通十号线发展有限公司       | 237.84          | 6.56                  | [ 111 ]         |
| 上海轨道交通10号线二期                           | 新江湾城站－基隆路站              | 10.08                          | 上海轨道交通十号线发展有限公司       | 73.85           | 7.32                  | 环评报告书      |
| 上海轨道交通11号线北段一期                       | 安亭站/嘉定北站-华山路中间风井    | 46.008                         | 上海轨道交通申嘉线发展有限公司       | 189.5           | 4.11                  | [ 112 ]         |
| 上海轨道交通11号线北段二期                       | 华山路中间风井-罗山路站           | 20.67                          | 上海轨道交通申嘉线发展有限公司       | 116.1           | 5.61                  | [ 113 ]         |
| 上海轨道交通11号线北段（北段~迪士尼乐园）        | 罗山路站－迪士尼站                | 9.2                            | 上海轨道交通申嘉线发展有限公司       | 43.71           | 4.75                  | [ 114 ]         |
| 上海轨道交通12号线                               | 金海路站－七莘路站                | 40.417                         | 上海轨道交通十二号线发展有限公司     | 233.99          | 5.78                  | [ 115 ]         |
| 上海轨道交通13号线世博专线                       | 新天地站－世博大道站              | 5.052                          | 上海建工（集团）总公司               | 13.38           | 2.64                  | [ 116 ]         |
| 上海轨道交通13号线一期                           | 金运路站－南京西路站              | 16.437                         | 上海轨道交通十三号线发展有限公司     | 124.17          | 12.4                  | [ 117 ] [ 118 ] |
| 上海轨道交通13号线世博园区专用交通联络线工程调整 | 南京西路站－长清路站              | 6.97                           | 上海轨道交通十三号线发展有限公司     | 45.21           | 6.48                  | [ 119 ]         |
| 上海轨道交通13号线二期                           | 长清路站－华夏中路站              | 10.156                         | 上海轨道交通十三号线发展有限公司     | 88.42           | 8.71                  | 报建信息        |
| 上海轨道交通13号线三期                           | 华夏中路站－张江路站              | 5.254                          | 上海轨道交通十三号线发展有限公司     | 40.90           | 7.78                  | 环评报告书      |
| 上海轨道交通14号线                               | 封浜站－金穗路站                  | 38.514                         | 上海轨道交通十四号线发展有限公司     | 576.86          | 15.07                 | 环评报告书      |
| 上海轨道交通15号线                               | 顾村公园站－紫竹高新区站          | 42.3                           | 上海轨道交通十五号线发展有限公司     | 476.83          | 11.27                 | 环评报告书      |
| 上海轨道交通16号线                               | 龙阳路站－滴水湖站                | 58.96                          | 上海轨道交通十一号线南段发展有限公司 |                 |                       |                 |
| 上海轨道交通17号线                               | 虹桥火车站站－东方绿舟站          | 35.3                           | 上海轨道交通十七号线发展有限公司     | 174.74          | 4.95                  | 报建资料        |
| 上海轨道交通18号线一期                           | 长江南路站－航头站                | 36.8                           | 上海轨道交通十八号线发展有限公司     | 409.6           | 11.13                 | 环评报告书      |
| 上海轨道交通18号线二期                           | 长江南路站－康文路站              | 6.97                           | 上海申通地铁建设集团有限公司         |                 |                       |                 |
| 上海轨道交通19号线                               |                                   |                                | 上海申通地铁建设集团有限公司         |                 |                       |                 |
| 上海轨道交通20号线一期                           |                                   |                                | 上海申通地铁建设集团有限公司         |                 |                       |                 |
| 上海轨道交通21号线一期                           | 川沙路站-东靖路站                 | 28.0                           | 上海申通地铁建设集团有限公司         | 369.56          | 13.20                 | [ 120 ]         |
| 上海轨道交通崇明线一期                           | 金海路站－长兴岛站                | 22.4                           | 上海申通地铁集团有限公司             | 147             | 6.56                  | 报建资料        |
| 上海轨道交通23号线一期                           |                                   |                                | 上海申通地铁建设集团有限公司         |                 |                       |                 |

1. ↑  注：在2001年上海轨道交通实行四分开之前，轨道交通建设由上海地铁总公司负责，没有单独的负责建设和项目投资的项目公司。上文未标出昆山市轨道交通投资发展有限公司投资建设的11号线北段延伸段（安亭站-花桥站）的信息。

## 车辆

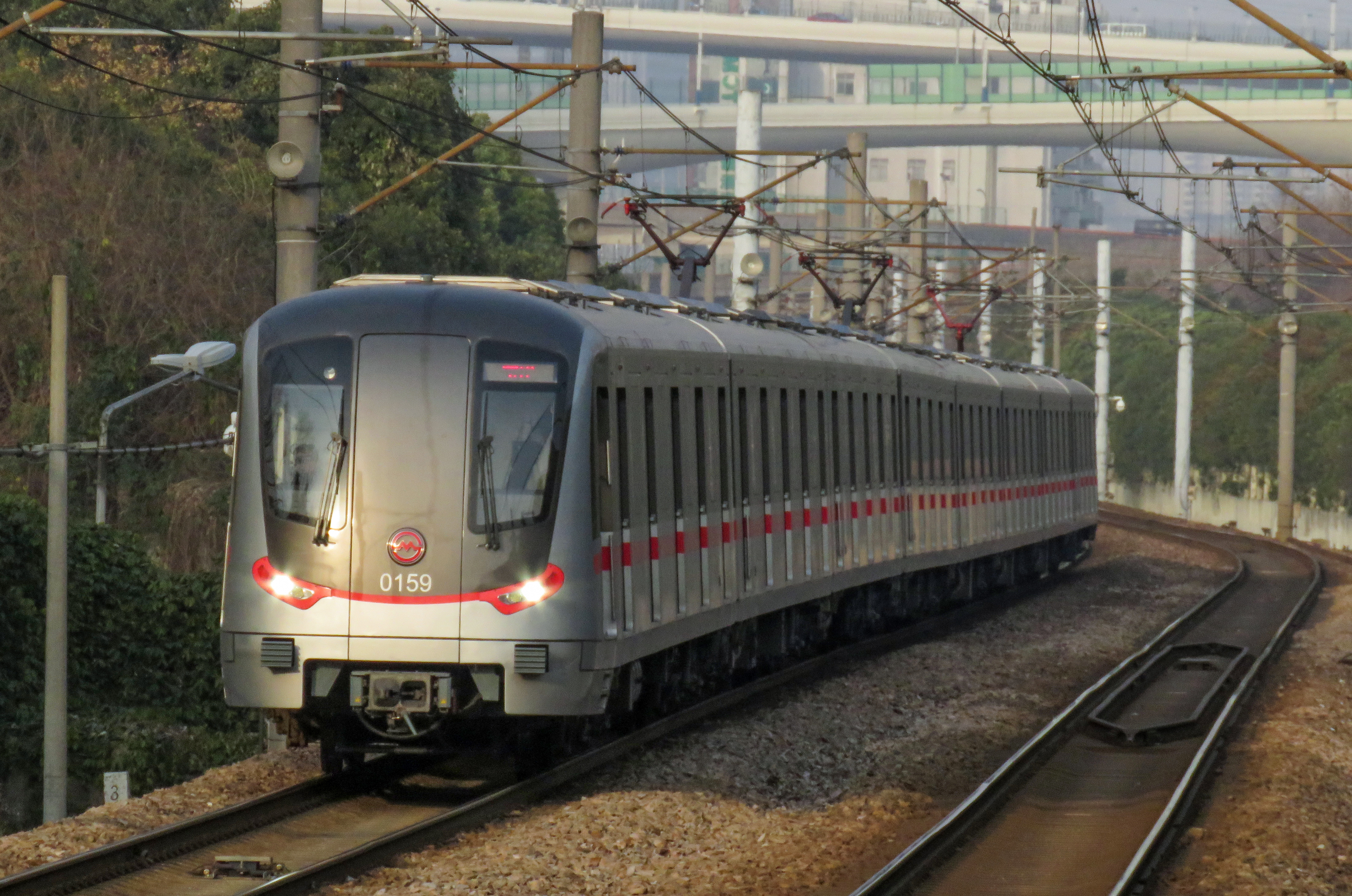
1号线使用的01A06型电动客车

截至2020年12月25日，上海地鐵車輛已達到7000輛，其车辆保有量位居全球轨道交通系统第一。截至2023年12月，上海地铁已拥有50种车型。上海地铁目前的车辆主要由长春轨道客车、长客庞巴迪、南京浦镇车辆、株洲电力机车、上海电气集团、西门子、安达、庞巴迪、阿尔斯通等中资和外资企业制造。1、2、14号线的车辆为8节编组，3、4、5、7、9、10、11、12、13、15、17、18号线的车辆为6节编组，5号线支线、6号线、浦江线的车辆为4节编组，16号线的车辆为3节编组重联或6节编组。8号线的车辆为6节或7节编组。
所有车型中，除05C01型列车外所有地铁列车车厢之间相互连通，乘客可在不同车厢间自由来往；05C01型列车的车厢之间不设贯通道，每节车厢前后均有列车门，于日常运营中均不能由乘客开启。

## 技术

### 供电

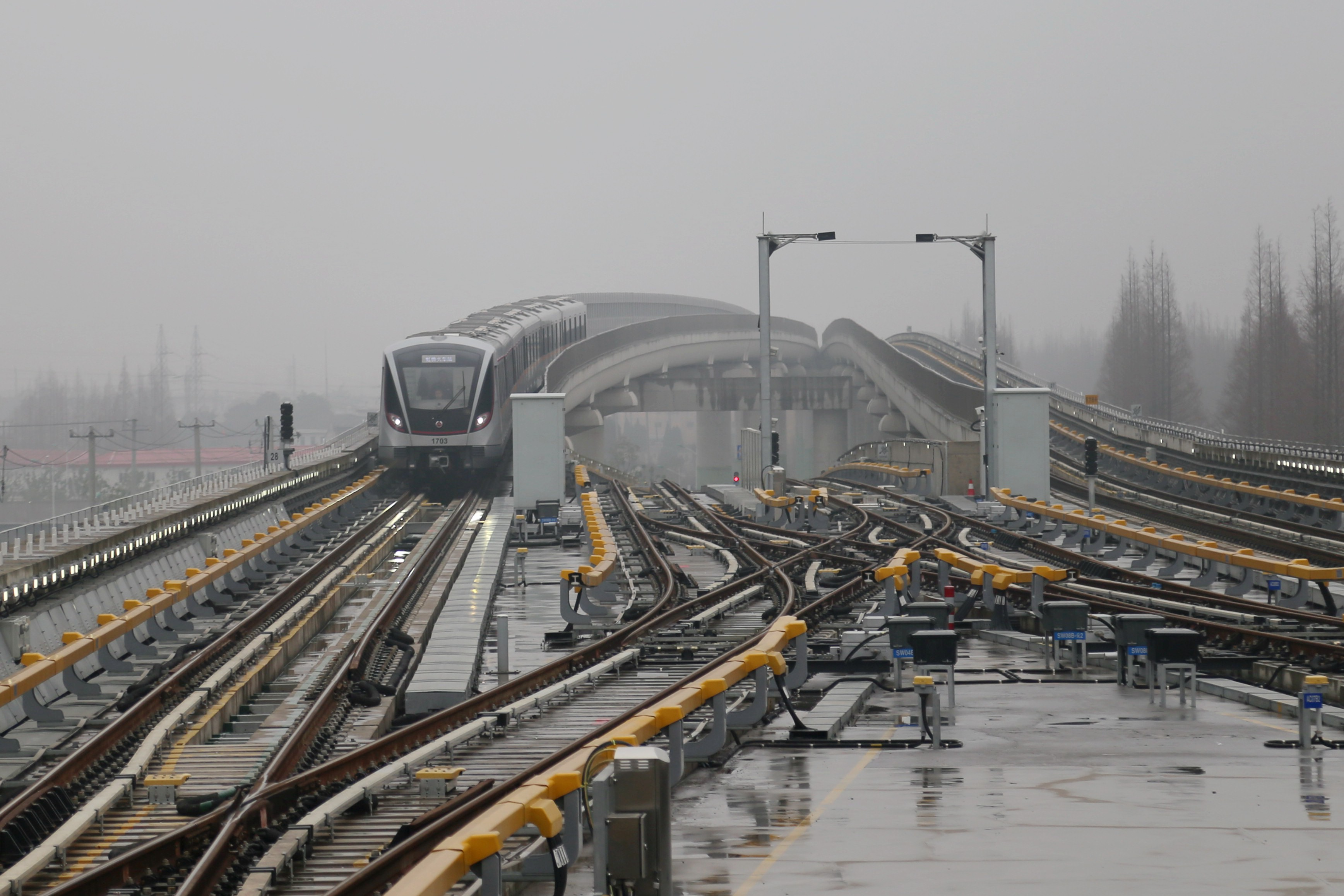
17号线采用第三轨供电

在两种轨道交通供电方式（接触网供电、第三轨供电）中，上海地铁大多采用接触网供电（除16号线、17号线、浦江线为第三轨供电）。有接触网的线路均为DC1500V触网。接触网分为柔性接触网和刚性接触网。除建设较早的 1、2、3、4 号线外，所有地下段均采用刚性接触网供电，其余区段均为柔性接触网供电。
上海地铁的供电设施主要由主变电站（简称“主变”）、开关站、牵引变电站、降压变电站（或将牵引变电站与降压变电站合并为牵降混合变电站）组成。主变电站接入城市110kV高压线输入，输出则有10kV、33kV、35kV等规格，其中较新的线路多使用AC35kV。降压变电站将主变的输出转换为三相四线制AC400V输出，用于车站内的大型设备。牵引变压站主要将主变的输出转换为DC1500V供列车运行用，内含AC33kV（或35kV）转AC1250V变压站，AC1250V整流站，整流后电压升至DC1500V，上输至接触网。车站使用AC220V供照明，AC400V供大型设备。上海轨道交通通常使用区间双向供电模式。

### 信号系统
新建的上海地铁线路（如6号线、7号线、8号线、9号线、11号线等）采用基于移动闭塞的CBTC信号系统，能使列车运营间隔缩短至90秒。目前全功能使用的基于移动闭塞的CBTC信号系统，是在上海地铁6号线，7号线，8号线，9号线和11号线上使用的泰雷兹的Seltrac系统，而上海轨道交通17号线采用卡斯柯（中國通號-阿爾斯通）的TRANAVI (改进的Urbalis 888) 型 CBTC 信号系统，浦江线采用富欣智控提供的JeRail系统。

## 地铁文化

### 车站文化

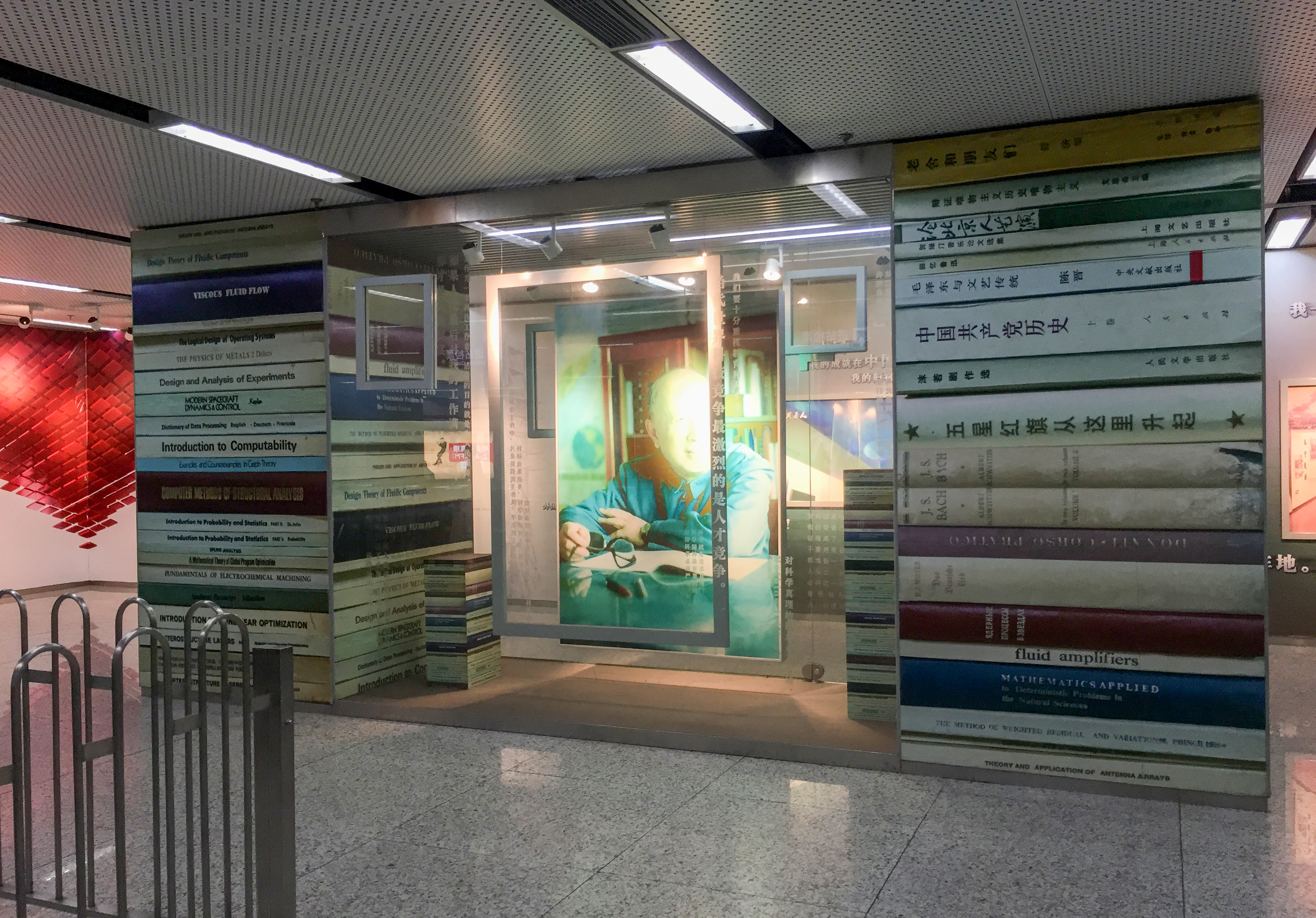
交通大学站内的钱学森纪念角

上海地铁的各个车站均有自己的特色，这一特点在新建线路中尤为显著。如10号线一期各站的站名大字壁采用王羲之等历代书法家字体；上海动物园站的站台以各种动物形象布置；龙华站因其特别的地理位置装修结合了佛教文化，采用仿古式设计，站名大字壁由龙华寺方丈题写；交通大学站2号口因直通钱学森图书馆，出口墙面采用钱学森的手稿公式组成设计元素；迪士尼站五颜六色的氛围仿佛带领乘客进入了童话世界；吴中路独特的装修风格，使得车站富有科技感。诸如此类的特色在上海地铁中的各个车站均可遇见，是上海的城市文化中不可缺少的部分。

### 吉祥物

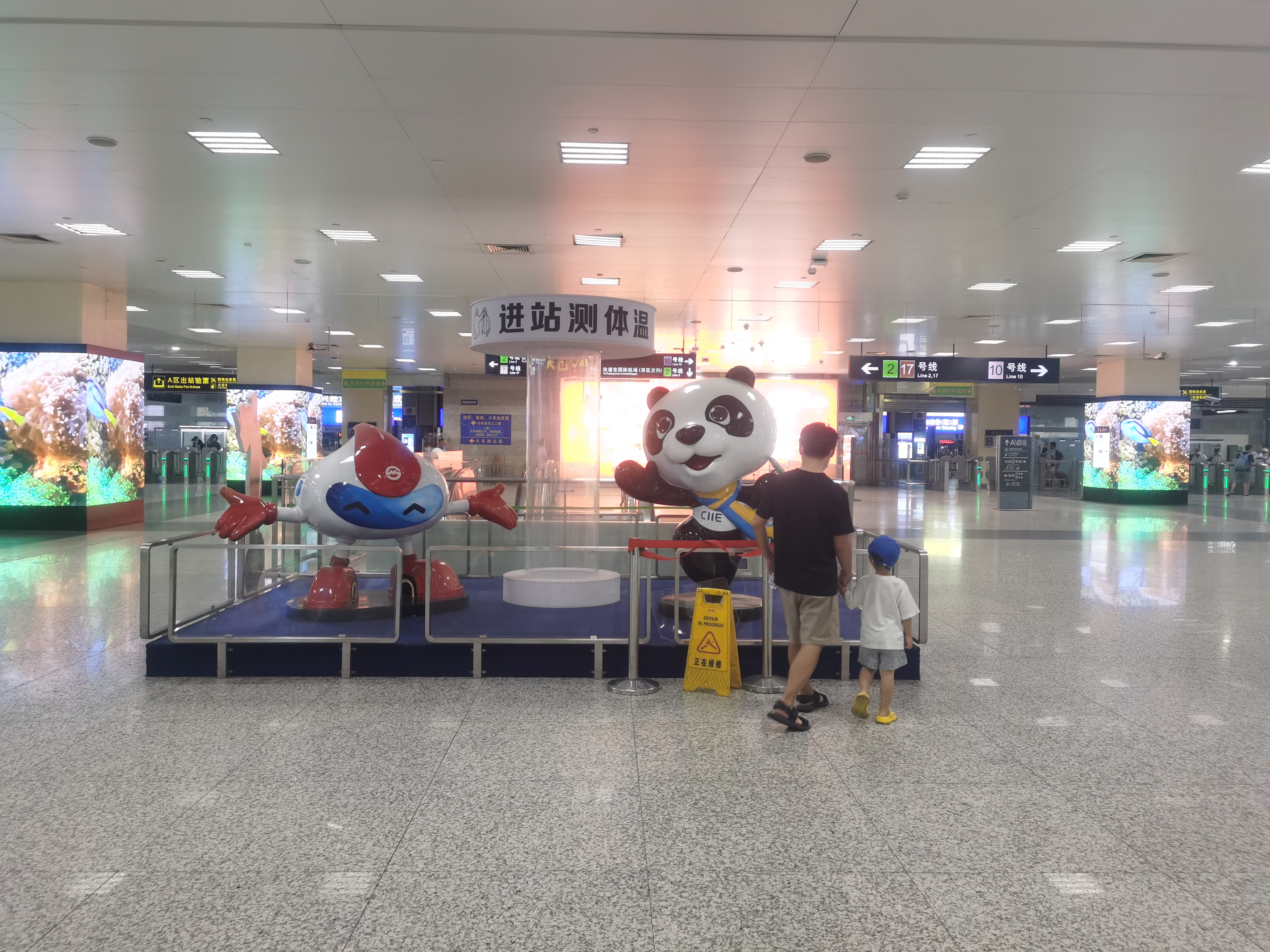
于虹桥火车站站站厅展示的上海地铁吉祥物“畅畅”与中国国际进口博览会吉祥物“进宝”

上海地铁的官方吉祥物为“畅畅”，于2010年2月4日公布，是中国大陆第一个地铁官方吉祥物。其名字寓意欢畅、畅通和畅想，以一个未来的小机器人为形象，根据官方说法，畅畅“演绎出上海地铁与都市的密切关系，现代、动感、时尚”。

## 便民服务
- 2003年10月起[130][131]，上海地铁承诺为因地铁运营事故误点的乘客发放致歉信和赠票，致歉信可作延误证明。至2007年，延误15分钟以上的乘客可领取致歉信，信上加盖有公章，为乘客证明迟到原因，上海部分公司对此予以认可和免记迟到。[132]2009年8月，上海地铁官方网站推出“列车运营信息告知”和“延误信息告知”系统，公告延误15分钟以上的运营信息，乘客也可自助打印晚点证明。2018年7月起在官网和官方APP提供即时的电子致歉信下载服务，用户可自行打印获得纸质版，致歉信使用统一模板并加盖电子章[133]。
- 2009年12月31日，上海地铁客流实时信息显示系统全面上线，在各车站、列车以及 上海地铁网站（页面存档备份，存于） 上即能看到以绿、黄、红三色图表示的客流信息。[134]
- 2010年3月1日起，乘客可在上海电视台新闻综合频道工作日早7点10分和8点10分左右的《上海早晨》里收到由上海广播电视台和地铁公司联合推出的地铁运营信息电视直播，由轨道交通运营管理中心值班长提供实时运营信息。[135] 首日直播褒贬不一，意见主要在受众群体覆盖不全等方面。上海地铁官网（页面存档备份，存于） 首页“每日早高峰直播”单元亦有电视直播文字版本，可使用手机查阅但时效性较差。[136]
- 2013年12月29日，16号线开通并增设吴语电子语音报站服务，这是继机场、公交巴士之后，轨道交通系统首次增加吴语报站。而4年后开通的17号线也增设了吴语报站服务。
- 2016年12月2日起，1、2、8号线（不含2号线东延伸段）逢常态周末（周五、周六）及节假日前最后一个工作日延长运营30分钟。[137][138]随后也有越来越多的线路在周末增加延时运营服务，到目前（自2023年4月28日起）1、7、8、9、10、13号线，共计6条线路逢周末（周五、周六）实施延时运营。由此，上海中心城区（外环线内）延时线路的地铁车站在周末夜间运行至零点。
- 为方便虹桥枢纽的旅客的夜间出行，2号线、10号线每天在末班车后都开设常态化定点加班车。而在春运或重大节假日期间，途经上海各大交通枢纽的其他线路也可能临时开设夜间加班车。

### 广播
上海地铁的车厢及站内广播现时使用兩种或三种语言，先后依次为普通话和英语；16号线和17号线会在英语之后加入上海话。广播内容包括到站提醒、车门开启侧提醒、換乘提醒、戴口罩提醒等，2号线广兰路方向、15号线古浪路方向的小交路列车内会有提前下车换乘大交路的广播，11号线还会加入禁用小板凳提醒和迪士尼站提前购买返程单程票的提醒。
早期所有线路中英文担当均为上海广播新闻中心《990早新闻》主播金蕾。从2013年起，普通话报站音源逐步改为上海人民广播电台的播音员孙畅，英文报站音源则由上海电台中英双语主持吴思源担当，金蕾的音源仅现存于部分站台广播以及极少数车内广播。实行沪语报站的16号线、17号线的沪语报站音源及格式不尽相同。2023年开始改版和新增的英语广播（如车厢龙阳路换磁浮线，上海南站换乘金山铁路和花桥站换乘苏州11号线，以及陆家嘴、豫园、虹桥1号航站楼-国家会展中心沿线、上海火车站、上海南站、上海西站、上海松江站、浦东1号2号航站楼、嘉定新城、上海赛车场和广兰路的车站）不再使用吴思源本人的声音，而是改由AI合成的声音播报。

## 事故

### 4号线董家渡建设事故
2003年7月1日凌晨4时，4号线浦东南路－南浦大桥区间在进行上下行隧道联络通道施工时突然出现渗水，之后大量流沙涌入隧道导致内外压力失衡进而引起隧道部分塌陷，地面随之出现漏斗型沉降。上午9时许，附近中山南路一幢楼房裙房坍塌；2日凌晨开始，董家渡外马路段防汛墙受沉降影响开始沉陷开裂，之后江边防汛墙倒塌，是为新中国成立以来第一次江堤倒塌严重事故；现场附近的临江花园大楼也出现沉降，最严重时1小时沉降超过7毫米，最大累积沉降量达到15.6毫米。这次事件影响4号线全线通车计划，直到2007年三线两段开通后才全线贯通。

### 1号线供电事故
2009年12月22日早间，1号线陕西南路－黄陂南路区间隧道上方碳纤维板脱落致该区间供电跳闸，地铁方被迫采取莘庄－徐家汇及富锦路－上海火车站两端小交路运行。上午6时54分，上海火车站站一列载客列车与另一列空载列车发生侧面碰撞导致1号线全线停运；时逢早高峰当天又为冬至，上海市区大部地面交通瘫痪。晚间再次发生事故，衡山路－上海火车站区间受影响再次停运。20时40分许陕西南路站发生火警，该站及常熟路站受影响关闭进站直至21时30分左右。

### 10号线错误支线运行
2011年7月27日晚，10号线一列车自龙溪路站发出后，本应发往航中路站（支线），但是却错误发往虹桥火车站站（主线），发现后运行至上海动物园站停车供往航中路站的乘客下车折返。地铁方面称事件为信号调试故障所致。

### 10号线追尾事故
2011年9月27日下午2时许，10号线新天地站设备故障，交通大学－南京东路上下行列车限速运行。14时37分，由于调度失误，豫园站至老西门站下行区间两列车发生追尾，造成多人受伤，伤者多为骨折、软组织挫伤、擦伤，无重伤及死亡人员。下午7时左右线路恢复运行。次日10号线中段再次停止运营进行调试，直到晚8时许才恢复运营。

### 11号线遭吊车侵入事故
2024年12月22日上午8时左右，一台履带吊车侵入11号线南翔站至陈翔公路站运行区间，与11号线经过列车发生碰撞，导致列车受损，运行中断，无人员伤亡。该事故导致11号线事故区间双向接触网损毁，桥梁亦有破损。事发后上海地铁停止了武威路站至马陆站间的运营，并安排了数条临时短驳公交。经过全力抢修，涉及区段于当日晚22时50分左右恢复双向运行，避免事故影响次日周一早高峰。

## 争议

### 5、6、8号线小型车争议

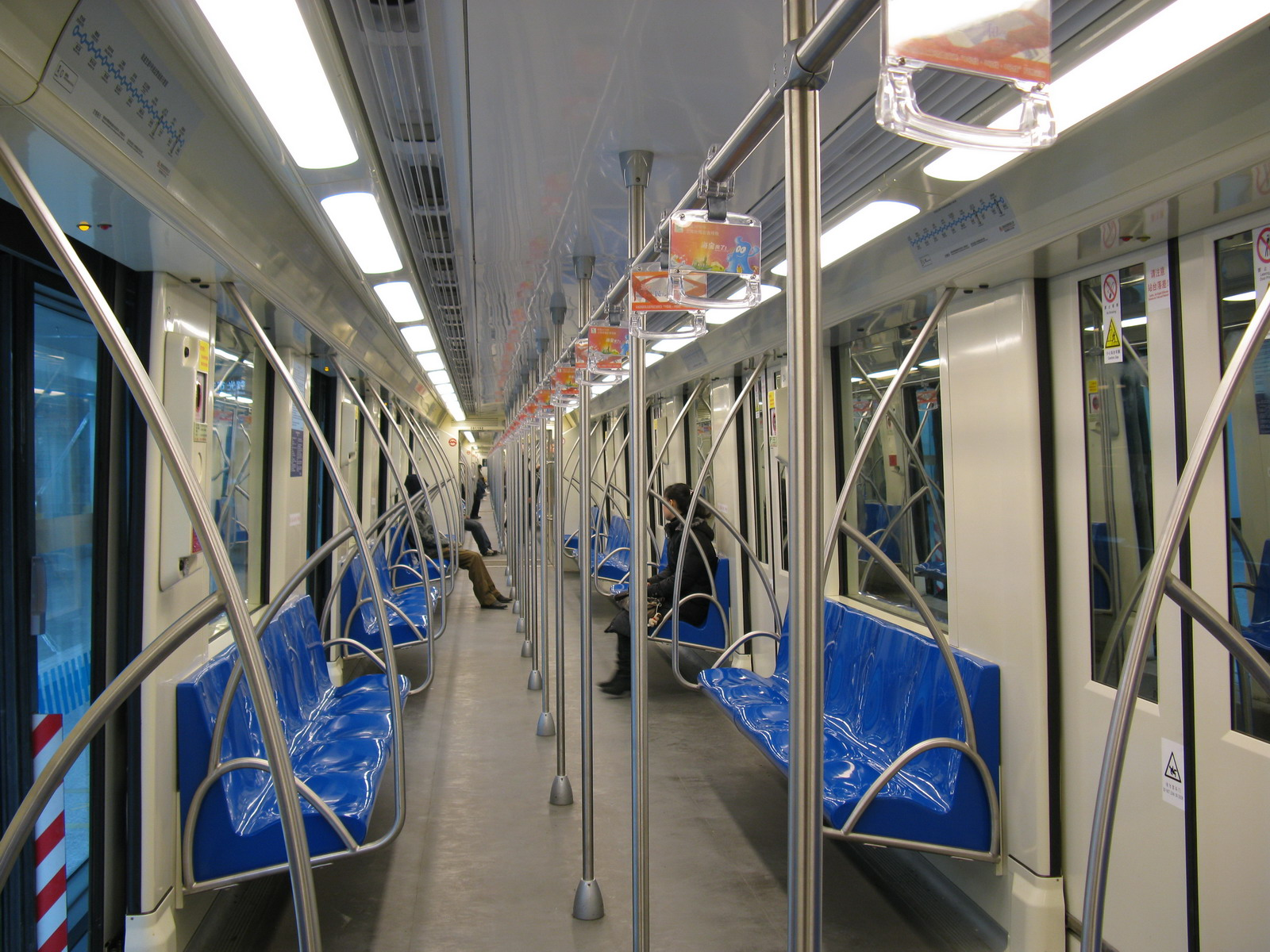
8号线使用的小型车限界较窄

1999年，上海电气与法国阿尔斯通签署协议，投资2800万美元成立上海阿尔斯通交通设备有限公司，在闵行引进一条轨交列车生产线，可达到年组装300节列车的生产量。当时市政府方面开出条件，上海在未来轨道交通建设的5、6、8号线采购新公司生产的小型车300节，双方当时即就300节车的采购达成意向，2000年以后分阶段签署供车协议。为此，交通研究所不得不“降低”预测客流量以容纳小型车，同时缩小车站土建规模。在建设5号线、6号线、8号线前，小型车供应均未通过招标完成，而是经上海阿尔斯通与申通集团间的“内部协商和协调”签署供车协议，违反《中华人民共和国招标投标法》第三条和第四条。
8号线客流预测项目负责人确认，8号线的客流预测报告经过不断修改到2005年才完成，当时预测在2007至2010年三年间8号线预测客流量在每日50万人次左右，从未向运营方提供过所谓“初期预测客流量20万人次”的数据，“初期预测客流量”可能为地铁运营方自己的预测。8号线开通不久即出现客流拥挤现象，甚至发生乘客间肢体冲突；6号线预测客流为10.5万多人次，但开通最初数日最高客流曾达到15万人次，偏差达50%，引起了争议。2010年上半年，由于两线拥挤问题无法缓解，运营方不得不采取高峰期临时封闭部分车站的措施降低客流量，广受诟病，直到当年6月、7月才恢复常态。

### 车站信息显示与广播
2023年，上观新闻报道称，地铁噪声过大，听不到报站声，又没有车站信息提示。部分列车存在故障，没有语音提示，显示屏蓝屏，故障主要集中在旧车旧线路。对此，上海地铁回复称，已建立了巡检维护和抽查反馈的综合质量管理体系，并将通过增设电子线路图、老屏改造升级等手段，提供乘客更多信息获取渠道。上海地铁还表示将排摸噪声较高的线路区段，通过提高语音音量、重复提示站名信息等措施进一步提高广播效果，并推进车厢电子屏显示工作，推广电子线路图、电子屏分屏显示，为乘客提供更多信息指引17日，申通表示部分线路已完成优化，解放日报记者发现列车内的报站显示已有更新，仅单一显示到站信息。

## 安检
上海地铁所有车站均实施安检。随着奥运会、世博会、进博会的召开，安检的等级逐步提高。2002年7月1日起执行的《上海市轨道交通管理条例》，第二十五条指出轨道交通线路运营单位有权对乘客携带的物品进行安全检查。
2008年4月15日起，部分车站对乘客携带的箱包实行开箱检查，并在客流量较大的上海火车站临时设置一台安检机。5月10日起，所有车站进行开箱安检。5月27日，上海市公安局发布《关于严禁携带易燃易爆危险品乘坐公共交通工具的通告》，指出：市民在乘坐公共交通工具时，应主动配合接受安全检查。
2009年2月6日，上海市人民政府发布《关于严禁携带易燃易爆危险品乘坐公共交通工具的通告》。8月26日，1号线上海火车站新安装的两台X光安检仪正式投入使用。9月23日，1、2、3、4、8号线的12个重点车站新增30台X光安检仪。
2010年1月4日，实施全封闭安检的车站新增31座，新增了60台X光检测仪。3月1日起，《上海市轨道交通运营安全管理办法》开始实施。3月15日起，全部280座地铁车站实施进站安检，其中12座重点车站采取“逢包必检”，其余则为“逢疑必检”，配备X光检测仪570台。10月8日，副市长杨雄表示在世博会后安检将继续。10月27日，《关于世博后市境道口，轨道交通常态安检会议纪要》形成，明确2011年1月1日起继续实施安检。
2014年1月1日起，修订后的《上海市轨道交通管理条例》开始执行，增加了“轨道交通企业应当按照有关标准和操作规范，设置安全检查设施”。2015年10月，部分车站加装安检门。2017年4月1日，新型液体智能识别报警X光安检仪投入使用。6月28日起，上海地铁安检全面升级。
2018年11月，为保障进博会的进行，在徐泾东站启用首台太赫兹人体安检仪。2018年12月22日，太赫兹人体安检仪在部分车站开始试用。2019年3月20日，太赫兹人体安检仪在部分车站正式启用。